# Phục bích tại châu Á
Phục bích (chữ Hán: 復辟), còn được phiên âm là phục tích hay phục tịch, nghĩa đen là "khôi phục ngôi vua" là trường hợp một quân chủ đã từ nhiệm hoặc đã bị phế truất hay từng bị lật đổ bởi các cuộc cách mạng và đảo chính trong nước, thậm chí phải lưu vong do nạn ngoại xâm nhưng sau đó khôi phục lại được ngôi vị của mình.
Dưới đây là bản danh sách liệt kê tất cả những cuộc phục bích trong lịch sử nhân loại trên phạm vi toàn châu Á tự cổ chí kim, ngoài những vị vua chính thống được công nhận ở đây có bổ sung thêm những nhân vật có quyền lực tương đương quân chủ bao gồm: các vị vua tự xưng tồn tại ngắn ngủi, những vị quyền thần thế tập (Lãnh chúa, Mạc phủ), những vị đứng đầu một chính thể độc lập kiểu như Tiết độ sứ hay Thống đốc và quân phiệt cát cứ thời loạn hoặc những vị nhiếp chính cùng hoàng tử giám quốc.

## Trung Quốc–Mông Cổ

### Nhà Thương
- Thương Thái Tông Tử Thái Giáp: Sau khi Trọng Nhâm qua đời, Thái Giáp được Y Doãn đưa lên ngôi. Tuy nhiên, vì mải mê hưởng lạc và chuyên quyền mà ông bị Y Doãn đày ra Đổng Cung. Sau 3 năm nắm quyền,[1] Y Doãn nhận thấy Thái Giáp đã thay đổi nên đã đưa ông về và trao trả lại quyền hành.[2]

### Nhà Chu
- Chu Văn Vương Cơ Xương: năm thứ 23 đời Trụ Vương nhà Ân, Tây Bá hầu Cơ Xương vào chầu thiên tử bị bắt giam ở ngục Dữu Lý,[3][4] trong thời gian này Chu Văn Vương chuyên tâm nghiên cứu Kinh Dịch và chế tác ra dây Văn của đàn Cầm. Sáu năm sau, nhờ bày tôi là Khương Tử Nha hiến kế dâng mĩ nữ và ngọc ngà châu báu cho Trụ Vương mà Tây Bá mới được thả về trở lại làm vua nước Chu.[5][6]
- Chu Huệ Vương Cơ Lãng (tại vị: 676 TCN–675 TCN, phục vị:673 TCN–652 TCN): Năm 675 TCN, đại thần Biên Bá bất mãn Chu Huệ Vương chiếm đoạt đất đai của quan viên làm nơi vui chơi, liền phối hợp cùng 5 đại thần khác, mượn quân chư hầu về đánh thiên tử.[7] Huệ vương bỏ chạy sang nương nhờ nước Trịnh, Biên Bá lập vương tử Đồi lên ngôi vua.[8] Năm 673 TCN, Trịnh Lệ công cùng Quắc công liên minh giúp Huệ vương, mang quân đánh kinh đô Lạc ấp, giết chết Vương tử Đồi và dựng lại Huệ vương.[9]
- Chu Tương vương Cơ Trịnh (tại vị:651 TCN–636 TCN, phục vị:635 TCN–619 TCN): Năm 636 TCN, vì Chu Tương vương phế truất Địch vương hậu mà nước Địch đã đem quân sang tấn công. Tương vương chạy sang nước Trịnh nhưng không được Trịnh Văn công cử binh giúp đỡ.[10] Vương tử Đái được lập làm vua.[11] Đến năm 635 TCN, Tương vương cầu cứu nước Tấn, Tấn Văn công hội chư hầu đuổi quân Địch và giết chết Vương tử Đái, Tương Vương nhờ đó phục vị.[12]

### Các nước chư hầu
- Nước Trịnh: 
  - Trịnh Chiêu Công Cơ Hốt (tại vị:701 TCN–700 TCN, phục vị:697 TCN–695 TCN): Năm 700 TCN, Trịnh Chiêu công sai Tế Trọng đi giao hảo với nước Tống. Do quan hệ của họ mẹ mà Công tử Đột được Tống Trang công ủng hộ, buộc Tế Trọng phế Chiêu công. Chiêu công thất thế chạy sang nước vệ, công tử Đột lên ngôi trở thành Trịnh Lệ công.[13] Năm 697, Tế Trọng phát động binh biến, Lệ công bỏ trốn, Tế Trọng đón Chiêu công về phục ngôi.[14]
  - Trịnh Lệ Công Cơ Đột (tại vị:700 TCN–697 TCN, phục vị:679 TCN–673 TCN): Năm 695 TCN, nhân lúc Trịnh Chiêu công ra ngoài, Cao Cừ Di mang quân đánh úp giết chết, sau đó lập công tử Vỉ lên ngôi.[15] Chẳng bao lâu, Trịnh Tử Vỉ bị Tề Tương công giết, Cao Cừ Di lại lập người con khác của Trịnh Trang công là công tử Anh lên ngôi.[16] Năm 679 TCN, Tề Hoàn công sai Tân Tu Vô đem quân giúp Trịnh Lệ công về nước, trên đường về bắt được tướng Phó Hà. Phó Hà xin ông tha tội và hứa sẽ giúp Lệ công, Lệ công đồng ý, Phó Hà bèn về kinh giết Tử Anh cùng 2 người con rồi đưa Lệ công về phục ngôi.[17]
  - Trịnh Thành Công Cơ Hỗn (tại vị:584 TCN–583 TCN, phục vị:581 TCN–571 TCN): Năm 583 TCN, Trịnh Thành công sang triều kiến nước Tấn, Tấn Cảnh công biết chuyện vua Trịnh từng hội minh với nước Sở bèn bắt giữ, công tử Ban lập anh của Thành công là Cơ Nhu làm vua mới.[14] Năm 582 TCN, người nước Trịnh nổi loạn giết Trịnh quân Nhu, đưa con của Thành công là Cơ Khôn Ngoan lên ngôi. Năm 581 TCN, vua Tấn Lệ công mới lên ngôi thấy nước Trịnh đã có vua mới cũng muốn giảng hòa nên quyết định thả Thành công về nước, Cơ Khôn Ngoan ngay lập tức hoàn vị cho cha.[18]
  - Trịnh Hy Công Cơ Khôn Ngoan (tại vị:581 TCN, phục vị:570 TCN–566 TCN): Năm 581 TCN, Trịnh quân Nhu bị lật đổ, do vua cha vẫn còn bị giam cầm bên Tấn quốc nên thế tử Cơ Khôn Ngoan tạm thời gánh vác chính trường nước Trịnh. Sau khi Trịnh Thành công được thả, Khôn Ngoan liền từ nhiệm.[19] Năm 570 TCN, Trịnh Thành công qua đời, Cơ Khôn Ngoan kế vị trở thành Trịnh Hy công.[14]
- Nước Vệ: 
  - Vệ Huệ Công Cơ Sóc (tại vị:699 TCN–696 TCN, phục vị:688 TCN–669 TCN): Năm 696 TCN, hai công tử Tiết và Chức bất bình việc Huệ công được lập nên phát động binh biến, Huệ công phải chạy sang nước tề nương nhờ cậu là Tề Tương công. Hai công tử lập công tử Kiềm Mâu lên ngôi.[20] Năm 688 TCN, Tề Tương công tiến quân vào nước Vệ. Kiềm Mâu cầu cứu Chu Trang Vương nhưng quân nhà Chu yếu thế không địch nổi quân Tề, Kiềm Mâu bỏ chạy sang nhà Chu. Tề Tương công giết hai công tử và phục lập Huệ công.[21]
  - Vệ Thành Công Cơ Trịnh (tại vị:635 TCN–632 TCN, phục vị:632 TCN, tái phục vị:631 TCN–600 TCN): Năm 632 TCN, Thành công muốn liên minh với Sở Thành vương nhưng bị người dân nổi dậy phản đối, Thành công phải chạy đến đất Tương Ngưu, em của ông là công tử Vũ chấp chính. Năm 632 TCN, sau khi Vũ từ chối lên ngôi, Tấn Văn công muốn phục ngôi cho Thành công. Vì Chuyên Khuyển, cận thần Thành công, đã giết chết Vũ nên Tấn Văn công tức giận, đêm quân đánh Vệ, giao Thành công cho nhà Chu, lập con thứ ba của Vệ Văn công là công tử Hà nối ngôi.[22] Năm 631 TCN, nhờ Lỗ Hi công nói giúp mà Thành công được về nước, lại tìm cách giết Hà, phục vị lần thứ 2.[21]
  - Vệ Hiến Công Cơ Khản (tại vị:576 TCN–559 TCN, phục vị:546 TCN–544 TCN): Năm 559 TCN, Tôn Lâm Phủ khởi binh, Hiến công bỏ chạy, lưu vong sang Tề.[23] Cơ Thu được lập lên ngôi, tức Vệ Thương công.[24] Năm 546 TCN, chính biến xảy ra, Thương công bị giết, Hiến công được đón về phục vị.[21]
  - Vệ Xuất Công Cơ Triếp (tại vị:492 TCN–480 TCN, phục vị:476 TCN–465 TCN): Năm 480, binh biến xảy ra, Xuất công chạy sang Lỗ. Cha Xuất công là Khoái Hội lên ngôi, tức Vệ Trang công.[25] Tuy vậy, Trang công làm quân chủ không lâu thì bị người nước Vệ đuổi, phải bỏ chạy rồi bị giết.[26] Do sự can thiệp của nước Tề, Vệ Ban Sư – vị quân chủ được nước Tấn ủng hộ – bị đánh đuổi, Vệ Khởi được lập lên ngôi, nhưng Vệ Khởi cũng chỉ chấp chính được một thời gian ngắn thì bị đại phu Thạch Phố mang quân trục xuất phải bỏ chạy sang nước Tề. Năm 476 TCN, Thạch Phố đón Xuất công trở về nước làm quân chủ lần thứ hai.[27]
- Nước Tống:
  - Tống Tương Công Tử Tư Phủ (tại vị:650 TCN–639 TCN, phục vị:639 TCN–637 TCN): Năm 639 TCN, Tương công trúng bẫy của Sở Thành vương, bị bắt giữ. Sở Thành cương đem quân đánh Tống,[28] người nước Tống tạm lập Công tử Mục Di lên làm vua để giữ nước. Mùa đông năm đó, Sở Thành vương mời Lỗ Hi công đến hội minh ở đất Bạc. Lỗ Hi công xin Sở Thành vương thả Tống Tương công về, Sở Thành vương nghe theo.[29]
- Nước Cử: 
  - Cử Giao Công Kỷ Cuồng (tại vị:528 TCN, phục vị:518 TCN─481 TCN): Không lâu sau khi Kỷ Cuồng lên ngôi, công tử Canh Dư được Bồ Dư hầu đón về nước lập làm quốc quân, tức Cộng công, Kỷ Cuồng phải chạy trốn sang Tề.[30] Đến năm 518 TCN, người nước Cử vì không chịu nổi sự bạo ngược của Cộng công nên lại nổi loạn khiến Cộng công phải bỏ chạy sang nước Lỗ, Giao công được đón về nước trở lại ngôi báu.[31]
- Nước Sái:
  - Sái Chiêu Hầu Cơ Thân (tại vị:518 TCN–509 TCN, phục vị:506 TCN–491 TCN): Năm 509 TCN, Chiêu hầu sang triều kiến Sở Chiêu vương thì bị giam lỏng không cho về.[32] Sau này Chiêu hầu thấy Đường Thành công cũng bị bắt như mình bởi chấp nhận dâng ngựa quý cho Nang Ngoã mới được phóng thích nên đành hiến áo cầu và ngọc bội cho Nang Ngõa, ông mới được thả về nước sau 3 năm bị giam cầm.[33]
- Nước Đường:
  - Đường Thành Công (tại vị: ? –507 TCN, phục vị:506 TCN–505 TCN): Năm 507 TCN, Thành công đến triều kiến nước sở, bị giam lỏng. Đến 506 TCN, nước Đường dâng lên ngựa quý, Thành công được thả về.[32]
- Nước Sở: 
  - Sở Chiêu Vương Hùng Trân (tại vị:515 TCN–506 TCN, phục vị:505 TCN–489 TCN): Năm 506 TCN, Chiêu vương đem quân đánh nước Sái. Ngô vương Hạp Lư cùng Tôn Vũ và Ngũ Viên khởi đại quân đi đánh Sở để giúp Sái.[34] Quân sở liên tiếp đại bại, Chiêu vương chạy trốn sang nước Tùy.[35] Năm 505 TCN, Chiêu vương cử Thân Bao Tư, sang nước Tần cầu cứu. Tần Ai công (anh Thái phu nhân Bá Doanh, cậu của Chiêu vương) đồng ý giúp quân. Trong khi liên quân Tần–Sở đang giao chiến kịch liệt chưa phân thắng bại thì nội bộ nước Ngô có loạn, Hạp Lư buộc phải lui binh, Sở Vương nhờ đó phục quốc.[36]
  - Sở Hiến Huệ Vương Hùng Chương (tại vị:488 TCN–479 TCN, phục vị:479 TCN–432 TCN): Năm 479 TCN, Bạch công Thắng đẩy lui quân Ngô, lấy cớ đem chiến lợi phẩm dâng vua, đem binh vào Dĩnh đô, bắt giam Sở Huệ vương, an trí ở Cao Phủ rồi tự lập làm vua.[37] Vài tháng sau, Diệp công Thẩm Chư Lương dẫn quân về Sính Đô đánh bại Bạch công, Bạch công trốn sang Sơn Trung và tự tử, Thẩm Chư Lương đón Sở Huệ vương phục ngôi.[36]
- Nước Việt:Việt Vương Câu Tiễn

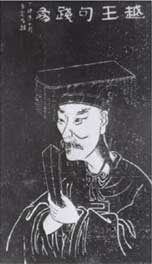
Việt Vương Câu Tiễn

  - Việt Vương Tự Câu Tiễn (tại vị:496 TCN–494 TCN, phục vị:491 TCN–465 TCN): Năm 494 TCN, Câu Tiễn đầu hàng quân Ngô, sang Ngô làm tù binh.[38] Nhờ nhẫn nhục, Câu Tiễn lấy được lòng tin của Ngô vương Phù Sai, được thả về nước Việt.[39] Năm 473 TCN, Câu Tiễn tiêu diệt nước Ngô, trở thành vị bá chủ cuối cùng của thời Xuân Thu.[40]
- Nước Mân Việt: 
  - Mân Việt Vương Sô Vô Chư (tại vị:232 TCN–220 TCN, phục vị:209 TCN–192 TCN): Năm 220, Vô Chư đầu hàng Tần Thủy Hoàng, nước Mân Việt bị đổi thành quận Mân Trung, Vô Chư giữ vai trò Thổ ty, được gọi là Quân trưởng.[41] Năm 209 TCN, các cuộc nổi dậy chống Tần bùng lên mạnh mẽ, Vô Chư cũng hưởng ứng tự xưng là Mân Việt Vương trở thành thế lực cát cứ độc lập, nhưng khi nhà Tần sụp đổ ông lại không được Hạng Vũ phân phong. Sau đó, Vô Chư quay giáo ủng hộ Hán Vương Lưu Bang phản Tây Sở, nhờ công trạng này nên năm 202 TCN khi nhà Hán thành lập ông chính thức được Hán Cao Đế cho phép phục quốc.[42]
- Nước Tề: 
  - Tề Vương Điền Giả (tại vị:208 TCN, phục vị:205 TCN): Năm 208, nghe tin Tề Liệt Vương Điền Đam tử trận, Điền Giả được lầm làm vươn.[43] Điền Vinh đem quân về nước giành ngôi, Điền Giả không chống nổi phải chạy sang Sở, Điền Vinh lập con của Điền Đam là Điền Thị làm Tề Vương.[44] Năm 205 TCN, sau khi đánh đuổi Điền Vinh chạy lên Bình Nguyên, Hạng Vũ lại đưa Điền Giả trở về nước Tề phục vị.[45]
- Nước Lang Nha và Nước Yến: 
  - Yến Kính Vương Lưu Trạch (tại vị:181 TCN–180 TCN, phục vị:179 TCN–178 TCN): Năm 181 TCN, Doanh Lăng Hầu Lưu Trạch nhờ thành hôn với cháu của Lã thái hậu nên được phong làm vua nước Lang Nha.[46] Năm 180 TCN, Lã thái hậu chết, họ Lã tiến hành bạo loạn.[47] Tề Ai Vương Lưu Tương ở phía tây khởi binh muốn đánh vào Trường An dẹp loạn nhưng không đủ quân, bèn giả hẹn Lưu Trạch đến nước Tề rồi bắt làm con tin để đoạt hết quân Lang Nha, nước Lang Nha do vậy sáp nhập vào nước Tề.[48] Năm 179 TCN, loạn họ Lã bị dẹp, các đại thần tôn lập Đại Vương Lưu Hằng lên ngôi, tức Hán Văn Đế. Tề Ai Vương đành rút quân về nước, Hán Văn Đế xét công trạng của ông, bèn cải phong ông làm Yên Vương thay cho vị trí của Lã Thông, tuy nhiên chỉ 1 năm sau Lưu Trạch bị bệnh mất.[49]
- Nước Thành Dương: 
  - Thành Dương vương Lưu Hỉ (tại vị:177 TCN–169 TCN, phục vị:164 TCN–144 TCN): Năm 169 TCN, Hán Văn Đế dời Thành Dương Cung Vương Lưu Hỉ sang làm Hoài Nam Vương để phụng tự cho em trai mình là Hoài Nam Lệ Vương Lưu Trường.[50] Được 4 năm, Văn Đế cải lập con Lưu Trường là Lưu An làm Hoài Nam vương, Lưu Hỉ trở về làm vua ở Thành Dương lần thứ hai.[51]

### Đế quốc Hung Nô
- Ô Tịch thiền vu (tại vị:57 TCN, phục vị:56 TCN): Năm 57 TCN, một quý tộc Hung Nô là Ô Tịch tự xưng là thiền vu, nhưng chẳng bao lâu bị Hô Hàn Da thiền vu đánh bại nên đã tự mình phế đi phong hiệu.[52] Năm 56 TCN, nội bộ Hung Nô phát sinh phản loạn, một người con trai của hàng tướng Lý Lăng (không rõ tên) đã ủng hộ Ô Tịch lên làm thiền vu lần thứ hai, nhưng sự việc thất bại nhanh chóng khiến cả hai đều bị Hô Hàn Da thiền vu sát hại.[53]

### Nhà Tây Hán
- Hán Nhũ Tử Lưu Anh (tại vị:5-8, phục vị:25)

Năm 8, Hán Nhũ Tử bị quyền thần Vương Mãng ép phải nhường ngôi cho mình, lập ra nhà Tân (8-23). Lúc đó Nhũ Tử Anh mới 4 tuổi, bị giáng phong làm Định An công. Năm 23, quân khởi nghĩa Lục Lâm đánh vào Trường An giết chết Vương Mãng. Thủ lĩnh quân Lục Lâm là hoàng thân Lưu Huyền được lập lên ngôi, tức là vua Canh Thủy Đế. Canh Thủy Đế sớm có tư tưởng hưởng lạc, trong khi các lực lượng quân phiệt cát cứ còn nhiều, chính quyền Canh Thủy suy yếu nhanh chóng. Năm 25, Lưu Anh lên 20 tuổi. Tướng Phương Vọng ở Bình Lăng thấy chính quyền Canh Thủy đã loạn, bèn lập ông lên ngôi để chống Lưu Huyền. Lưu Huyền sai Lý Tùng mang quân trấn áp, Phương Vọng thế yếu không chống lại được Lý Tùng, cuối cùng cả Phương Vọng và Lưu Anh đều bị giết chết.

### Nhà Tây Tấn
- Tấn Huệ Đế Tư Mã Trung (tại vị:290-301, phục vị:301-307)

Tháng giêng năm 301, Triệu Vương Tư Mã Luân theo kế của Tôn Tú ép cháu ruột là Tấn Huệ Đế phải nhường ngôi cho mình, an trí Huệ Đế ra thành Kim Dung. Tề vương Tư Mã Quýnh vốn có công cùng Luân phế Giả hậu chỉ được ban chức nhỏ mà sinh lòng oán hận, nhân dịp Luân cướp ngôi bèn sai người cầm hịch triệu tập một loạt vương thất như Hà Gian vương Tư Mã Ngung, Thành Đô vương Tư Mã Dĩnh, Thường Sơn vương Tư Mã Nghệ, Tân Dã công Tư Mã Hâm tham chiến để trừ bỏ Luân. Tháng 4 năm đó, Tề vương Quýnh hợp binh với các vương công, thanh thế rất lớn, Tư Mã Luân nhanh chóng tan rã thua trận và bị bắt. Tề vương Quýnh cùng các vương công tiến vào kinh, bắt Luân và phe cánh Tôn Tú, rồi sai người tới thành Kim Dung rước Huệ Đế về cung, lập lại làm vua.

### Nước Đại
- Đại Dương Đế Thác Bạt Hột Na (tại vị:325-329, phục vị:335-337)

Năm 327, Trung Sơn công Thạch Hổ của nhà Hậu Triệu phái quân tấn công Thác Bạt Hột Na, Thác Bạt Hột Na bại trận phải dời thủ phủ đến Đại Ninh (nay thuộc Trương Gia Khẩu, Hà Bắc). Năm 329, Hạ Lan bộ và các tù trưởng khác cùng nhau lập con trai của một người anh em họ của Thác Bạt Hột Na là Thác Bạt Ế Hòe lên làm Đại vương, Thác Bạt Hột Na đào thoát đến Vũ Văn bộ. Năm 335, Thác Bạt Ế Hòe giết chết cữu phụ là Hạ La Ái Đầu, tức tù trưởng của Hạ Lan bộ, các bộ lạc do vậy đã nổi loạn, Thác Bạt Hột Na từ Vũ Văn bộ trở về, lại được ủng hộ lên làm Đại vương.
- Đại Liệt Đế Thác Bạt Ế Hòe (tại vị:329-335, phục vị:337)

Năm 335, Thác Bạt Ế Hòe bị mất ngôi phải đào thoát đến Hậu Triệu. Năm 337, Thác Bạt Ế Hòe được tướng Lý Mục của Hậu Triệu hộ tống về Đại Ninh, các thuộc hạ cũ của Thác Bạt Ế Hòe lần lượt quy phục, Thác Bạt Hột Na thất bại lại phải chạy đến Tiền Yên, sau đó không rõ tung tích.

### Nhà Đông Tấn
- Tấn An Đế Tư Mã Đức Tông (tại vị:396-403, phục vị:404, tái phục vị:405-419)

Năm 403, Sở vương Hoàn Huyền yêu cầu Tấn An Đế ban một chiếu chỉ nhường ngôi cho mình, Hoàn Huyền sau đó chiếm đoạt ngai vàng và trở thành Vũ Điệu Hoàng Đế của nước Sở. An Đế bị giáng làm Bình Cố vương, được quản thúc tại gia. Năm 404, tướng của Hoàn Huyền là Thái thú Hạ Bì Lưu Dụ, nhận thấy Hoàn Huyền thiếu tài quản trị và sự ủng hộ nên đã lập một liên minh tiến hành nổi dậy chống lại Hoàn Huyền, bắt đầu tại Kinh Khẩu (nay thuộc Trấn Giang, Giang Tô) và vươn đến Kiến Khang chỉ trong vòng vài ngày. Hoàn Huyền chạy trốn về lãnh địa cũ ở Giang Lăng (nay thuộc Kinh Châu, Hồ Bắc) song đem An Đế đi cùng, quân đồng minh của Lưu Dụ là Lưu Nghị, Hà Vô Kị và em trai ông là Lưu Đạo Quy đến vùng lân cận Giang Lăng và đánh bại quân của Hoàn Huyền. Hoàn Huyền cố đào tẩu một lần nữa, song bị quân của tướng Mao Cừ giết chết. An Đế được phục vị tại Giang Lăng bởi các quan Vương Khang Sản và Vương Đằng Chi. Tuy nhiên, cháu trai của Hoàn Huyền là Hoàn Chấn sớm sau đó đã đánh úp Vương Khang Sản và Vương Đằng Chi và chiếm Giang Lăng, bắt An Đế làm con tin mặc dù bề ngoài tôn vinh An Đế là hoàng đế. Năm 405, Giang Lăng thất thủ trước quân của Lưu Nghị, Hoàn Chấn chạy trốn, An Đế được chào đón trở lại Kiến Khang.

### NướcTây Tần
- Tần Vũ Nguyên Đế Khất Phục Càn Quy (tại vị:380-400, phục vị:409-412)

Năm 400, Hậu Tần Văn Hoàn Đế Diêu Hưng phát động một chiến dịch lớn chống lại Tây Tần, gần như toàn bộ quân Tây Tần bị bắt. Tần Vũ Nguyên Đế Khất Phục Càn Quy nhận thấy không thể duy trì đất nước hơn nữa, lệnh cho các quan lại đầu hàng Hậu Tần, trong khi bản thân mình lại theo về phía Nam Lương. Lo ngại Khất Phục Càn Quy có thể cố tái lập đất nước, vua Nam Lương là Thốc Phát Lợi Lộc Cô đã cho quân theo sát ông. Khất Phục Càn Quy bèn phái cử các huynh đệ của mình đến kinh thành Tây Bình của Nam Lương làm con tin, sau đó lợi dụng lúc lính Nam Lương nới lỏng canh giữ, ông đã trốn đến Hậu Tần và được phong chức Quy Nghĩa hầu. Diêu Hưng trao toàn bộ số quân lính bị bắt cho Khất Phục Càn Quy và cho ông trấn thủ kinh thành của Tây Tần trước đây là Uyển Xuyên, vì vậy trên thực tế Khất Phục Càn Quy lại có được vị trí vốn có trước đó, song nay là một chư hầu của Hậu Tần. Ông đã nhanh chóng lập lại cấu trúc chính quyền, song các quan lại nay có tước vị thấp hơn để thể hiện sự khuất phục trước Hậu Tần. Năm 409, khi thấy thời cơ đã chín muồi, Khất Phục Càn Quy tự xưng là Tần vương, phục hưng nước Tây Tần, đồng thời cải niên hiệu.

### Đãng Xương Quốc
- Lương Di Định (tại vị:541—550, phục vị:550—564)

Năm 550, quân chủ nước Đãng Xương là Lương Di Định bị người tù trưởng trong họ là Lương Lão Cam đánh úp bất ngờ phải bỏ chạy sang Tây Ngụy nương náu, Lương Lão Cam tự lập làm vua Đãng Xương. Thừa tướng Tây Ngụy là Vũ Văn Thái phái các tướng như: Vũ Văn Quý, Đậu Lư Nịnh, Sử Nịnh đem quân thảo phạt Lương Lão Cam. Lương Lão Cam không chống nổi sức tấn công của Tây Ngụy, bị bắt sống đem ra pháp trường sử trảm để thị chúng, Lương Di Định được đưa trở lại làm vua Đãng Xương.

### NướcCao Xương
- Cao Xương Hiến Văn Vương Khúc Nhã Thái (tại vị:601-613, phục vị:620-623)

Năm 613, một người trong tông thất họ Khúc (không rõ tên) đã làm cuộc chính biến, lật đổ đương kim quân chủ Khúc Nhã Thái rồi tự lập làm Cao Xương Vương, đổi niên hiệu là Hòa Nghĩa. Sau bảy năm lưu vong, Khúc Nhã Thái mới có cơ hội về nước, ông đã đánh bại Hòa Nghĩa Vương để khôi phục địa vị của mình.

### Nhà Tùy
- Tùy Cung Đế Dương Đồng (tại vị:618-619, phục vị:619)

Năm 619, Trịnh vương Vương Thế Sung tuyên bố rằng Hoàng Thái Chủ mệnh thiện vị cho mình, kết thúc triều Tùy. Vương Thế Sung đăng cơ và trở thành hoàng đế của nước Trịnh, giáng Dương Đồng làm Lộ quốc công. Một tháng sau, phụ tử Bùi Nhân Cơ và Bùi Hành Nghiễm cùng với Vũ Văn Nho Đồng, Vũ Văn Ôn và Thôi Đức Bản lập mưu giết chết Vương Thế Sung và phục vị cho Dương Đồng. Tuy nhiên, do tin tức bị bại lộ nên những người chủ mưu quyết định khởi sự khi công tác chuẩn bị còn dang dở, Dương Đồng trở lại ngôi cửu ngũ chí tôn chưa ấm chỗ thì đã bị phế. Anh của Vương Thế Sung là Tề vương Vương Thế Uyển thuyết phục Vương Thế Sung rằng phải giết chết Dương Đồng để ngăn ngừa các âm mưu tương tự lặp lại, Vương Thế Sung chấp thuận và khiển huynh tử là Đường vương Vương Nhân Tắc cùng gia nô Lương Bách Niên đi ép buộc Dương Đồng phải uống thuốc độc.

### Nhà Đường

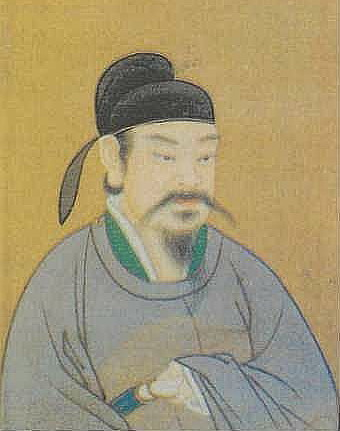
Đường Duệ Tông

- Đường Trung Tông Lý Hiển (tại vị: 684–684, phục vị:705–710): Năm 684, Trung Tông vì muốn phong cha vợ làm Tể tướng mà bị Võ Thái hậu phế truất làm Lư Lăng vương, giam lỏng ở biệt sở.[75] Lý Đán được đưa lên ngôi, tức Duệ Tông. Một thời gian sau, Võ hậu phế Lý Đán, tự xưng hoàng đế, lập ra nhà Chu.[76] Năm 697, Lý Hiển thay Lý Đán làm thái tử. Năm 705, Võ Tắc Thiên bị buộc nhường ngôi cho Lý Hiển. Lý Hiển phục ngôi, bỏ quốc hiệu Chu, nhà Đường tái lập.[77]
- Đường Duệ Tông Lý Đán (tại vị: 684–690, 710–712): Năm 690, Võ hậu phế Lý Đán, tự xưng đế, đổi quốc hiệu Chu. Lý Đán trở thành người kế vị, gọi là Hoàng tự.[78] Năm 705, sau chính biến cung đình, Trung Tông phục vị. Năm 710, Trung Tông qua đời, Vi hậu nắm giữ triều chính, đưa Lý Trọng Mậu lên ngôi, xưng Thương Đế. Ít lâu sau, công chúa Thái Bình và Lý Long Cơ khởi binh diệt tan thế lực của Vi hoàng hậu, ép Thương Đế hạ chiếu nhường ngôi cho Lý Đán. Ban đầu Lý Đán cố từ chối, nhưng sau đó đã chấp thuận đăng cơ lần thứ hai.[79]
- Đường Hy Tông Lý Nghiễm (tại vị: 873–881, phục vị:885–886, tái phục vị:887–888): Năm 881, quân Hoàng Sào đánh vào kinh đô, Hy Tông bỏ chạy đến Thành Đô. Hoàng Sào xưng đế, đặt quốc hiệu Đại Tề, nhưng chỉ đến năm 884 đã bị giệt.[80] Năm 885, Hy Tông vừa quay lại kinh đô thì gặp phải các cuộc nổi loạn khác. Năm 886, Hy Tông tiếp tục phải chạy về Hưng Nguyên.[81] Lý Uẩn được lập làm hoàng đế trong thời gian ngắn thì bị giết. Nhờ sự trợ giúp của các tướng lĩnh, Hy Tông trở về kinh đô phục vị vào năm 887.[82]
- Đường Chiêu Tông Lý Kiệt (tại vị:888–900, phục vị:901–904): Năm 900, Đường Chiêu Tông trong một dịp uống say đã hạ sát vài thái giám và cung nữ, hoạn quan Tả trung uý Lưu Quý Thuật bất bình dẫn cấm quân đột nhập vào nội cung phối hợp với Hữu quân Trung uý Vương Trọng Tiên bắt giam ông,[83] sau đó bọn họ ngụy tạo chiếu thư với nội dung là Chiêu Tông nhường ngôi cho Thái tử Lý Dụ để lui về hậu cung làm Thái thượng hoàng.[84] Tuy nhiên, việc chuyển giao quyền lực này chỉ diễn biến trong 3 tháng thì có Tuyên Vũ Tiết độ sứ Chu Toàn Trung được sự phối hợp với Tể tướng Thôi Dận đã bày mưu tập hợp các hữu quân bộ tướng lật đổ được Lý Dụ rồi rước Chiêu Tông trở lại ngai vàng[85]

### Nhà Nam Tống

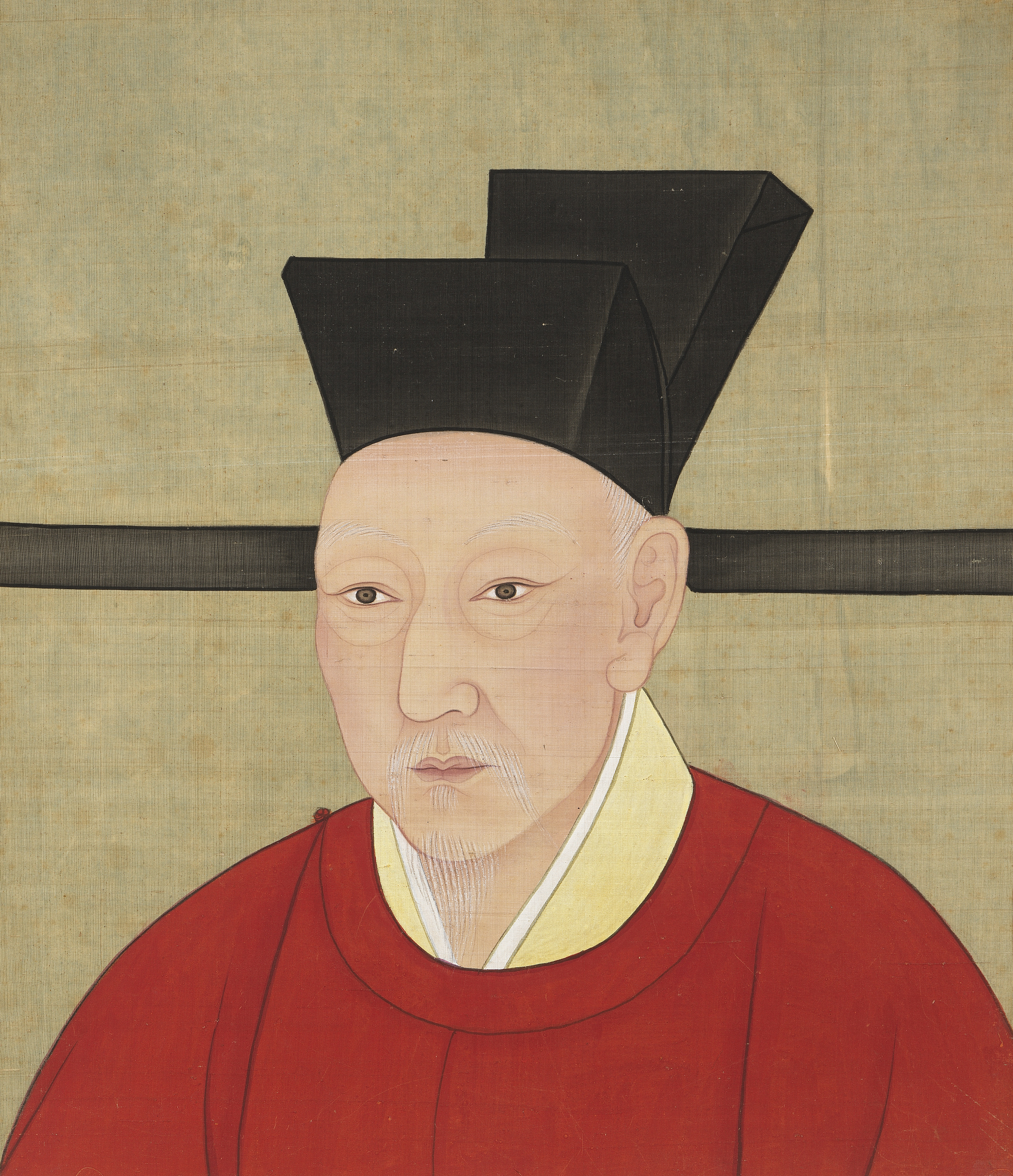
Tống Cao Tông

- Tống Cao Tông Triệu Cấu (tại vị:1127-1129, phục vị:1129-1162)

Năm 1129, hai tướng Miêu Phó và Lưu Chánh Ngạn phát động cuộc chính biến, nhằm tiêu diệt phe chống đối của Xu mật xứ Vương Uyên cùng thế lực nội thị. Do Tống Cao Tông không chấp nhận những yêu cầu của phản quân nên bị ép phải nhường ngôi cho Thái tử Ngụy quốc công Triệu Phu, vì thái tử lúc ấy mới 3 tuổi nên Miêu Phó và Lưu Chính Ngạn dùng vũ lực buộc Cao Tông xuống chiếu để Long Hựu thái hậu Mạnh thị buông rèm nhiếp chính, chủ yếu là họ dễ bề thao túng triều đình. Cao Tông đành lui về làm Thái thượng hoàng, được tôn làm Duệ Thánh Nhân Hiếu Hoàng Đế. Tuy nhiên, chỉ hơn 1 tháng sau, danh tướng Hàn Thế Trung đem quân về kinh đánh dẹp loạn đảng. Triệu Phu cũng chết không rõ nguyên nhân, nhờ đó Cao Tông phục vị.

### Nhà Nguyên

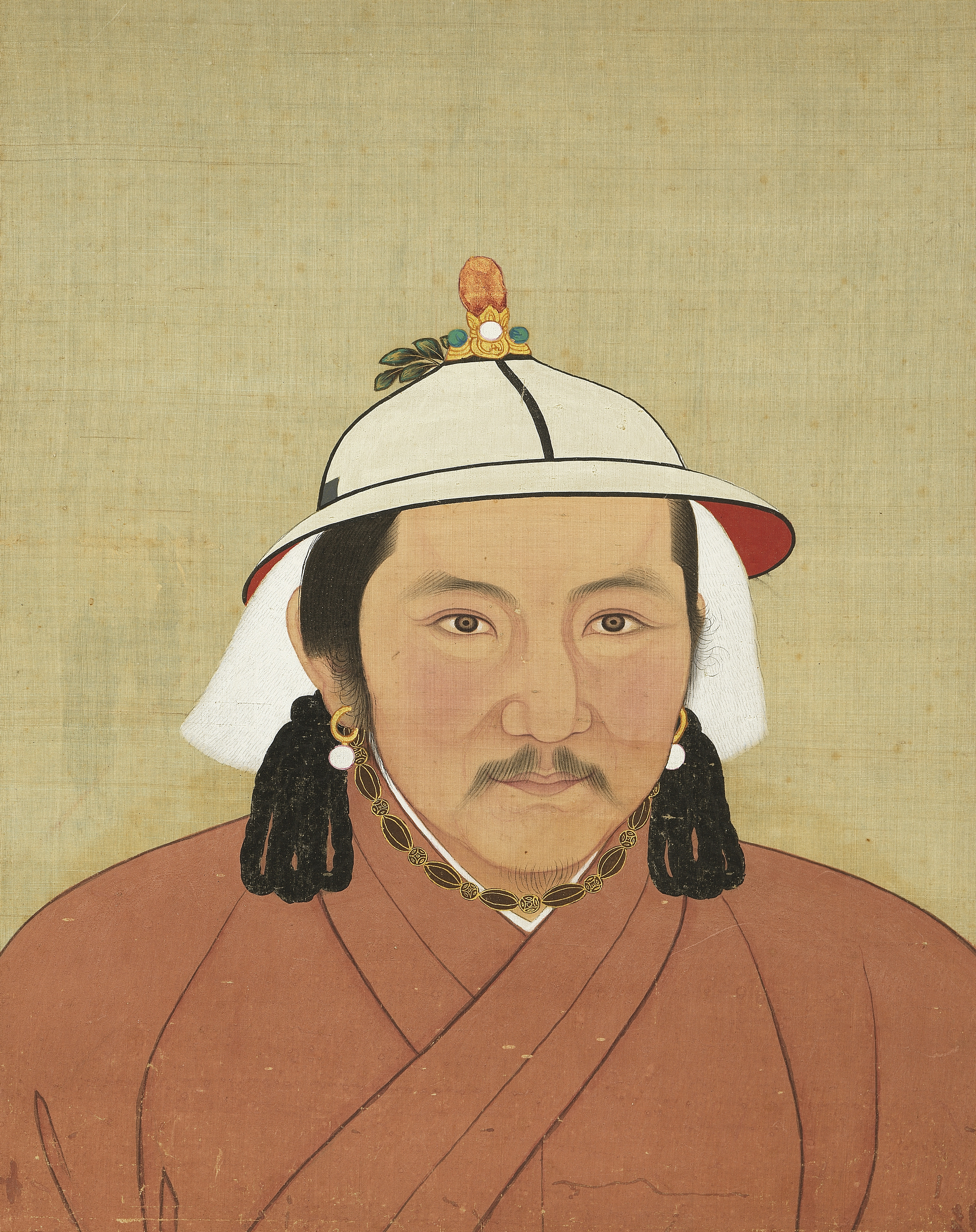
Nguyên Văn Tông

- Nguyên Văn Tông Bột Nhi Chỉ Cân Đồ Thiếp Mục Nhi (tại vị:16/10/1328-3/4/1329, phục vị:8/9/1329-2/9/1332)

Năm 1329, Nguyên Văn Tông Tugh Temür làm lễ thoái vị trao Ngọc tỷ truyền quốc cho anh là Chu vương Kuśala khi vị thân vương này vừa ở Mạc Hoa về tới Đại Đô, ông được lập làm Hoàng trữ để kế vị sau này. Thực ra Kuśala được quần thần chọn làm người nối ngôi Thái Định Đế nhưng do ở quá xa chưa về đăng cơ thì trong triều đã xảy ra nội loạn, Bình Chương Chính Sự Đảo Thích Sa lập con của Thái Định Đế là Borjigin Arigabag lên ngôi tức Nguyên Thiên Thuận Đế. Được sự hỗ trợ của Khu mật viện sự El Temür, Tugh Temür dẹp tan cuộc nội loạn này rồi tuyên bố tạm thời đăng cơ để chờ anh về tiếp nhiệm, tuy nhiên khi biết tin mình được tôn vị Kuśala lập tức xưng đế ngay tại Hòa Lâm, sau đó mới kéo quân về kinh kế vị ngai vàng. Sáu tháng sau, Tugh Temür lại nghe lời xúi giục của Khu mật viện sự El Temür bày mưu mời Minh Tông dự yến đầu độc chết rồi tuyên bố phục vị.

### Nước ChuvàNước Ngô

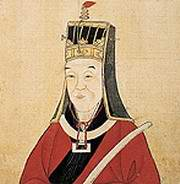
Trương Sĩ Thành

- Ngô Vương Trương Sĩ Thành (tại vị:1354-1357, phục vị:1363-1367)

Năm 1356, Chu Thành Vương Trương Sĩ Thành phái binh tấn công Trấn Giang của Ngô Vương Chu Nguyên Chương nhưng thất bại. Ngô Vương thừa thắng tiến đánh các khu vực như Thường Châu, Trường Hưng, Giang Âm, Thường Thục của Chu Vương, bắt sống em Chu Vương là Trương Sĩ Đức. Lúc này, Phương Quốc Trân (đã đầu hàng nhà Nguyên) đánh chiếm Côn Sơn và Thái Thương, khiến Trương Sĩ Thành lưỡng đầu thọ địch, chính quyền nước Chu rơi vào cảnh nguy khốn, lòng người dao động. Năm 1357, Trương Sĩ Thành quyết định đầu hàng nhà Nguyên, để tìm kiếm sự giúp đỡ, ông được phong chức Thái uý, trở thành công cụ trấn áp quân khởi nghĩa nông dân của triều đình. Năm 1363, Trương Sĩ Thành phái Lữ Trân đánh hạ An Phong, giết chết thủ lĩnh quân Khăn đỏ Lưu Phúc Thông. Đến lúc này, ông đã khống chế một khu vực rộng lớn: nam đến Thiệu Hưng, bắc vượt Từ Châu đến Kim Câu thuộc Tế Ninh, tây giáp Nhữ - Dĩnh và Hào - Tứ, đông gặp biển, dài hơn 2000 dặm, có mấy chục vạn giáp binh. Sau nhiều lần thỉnh cầu nhà Nguyên phong vương đều bị cự tuyệt, ông liền rời bỏ triều đình, tự ý xưng vương, đặt quốc hiệu là Ngô.

### Nhà Minh

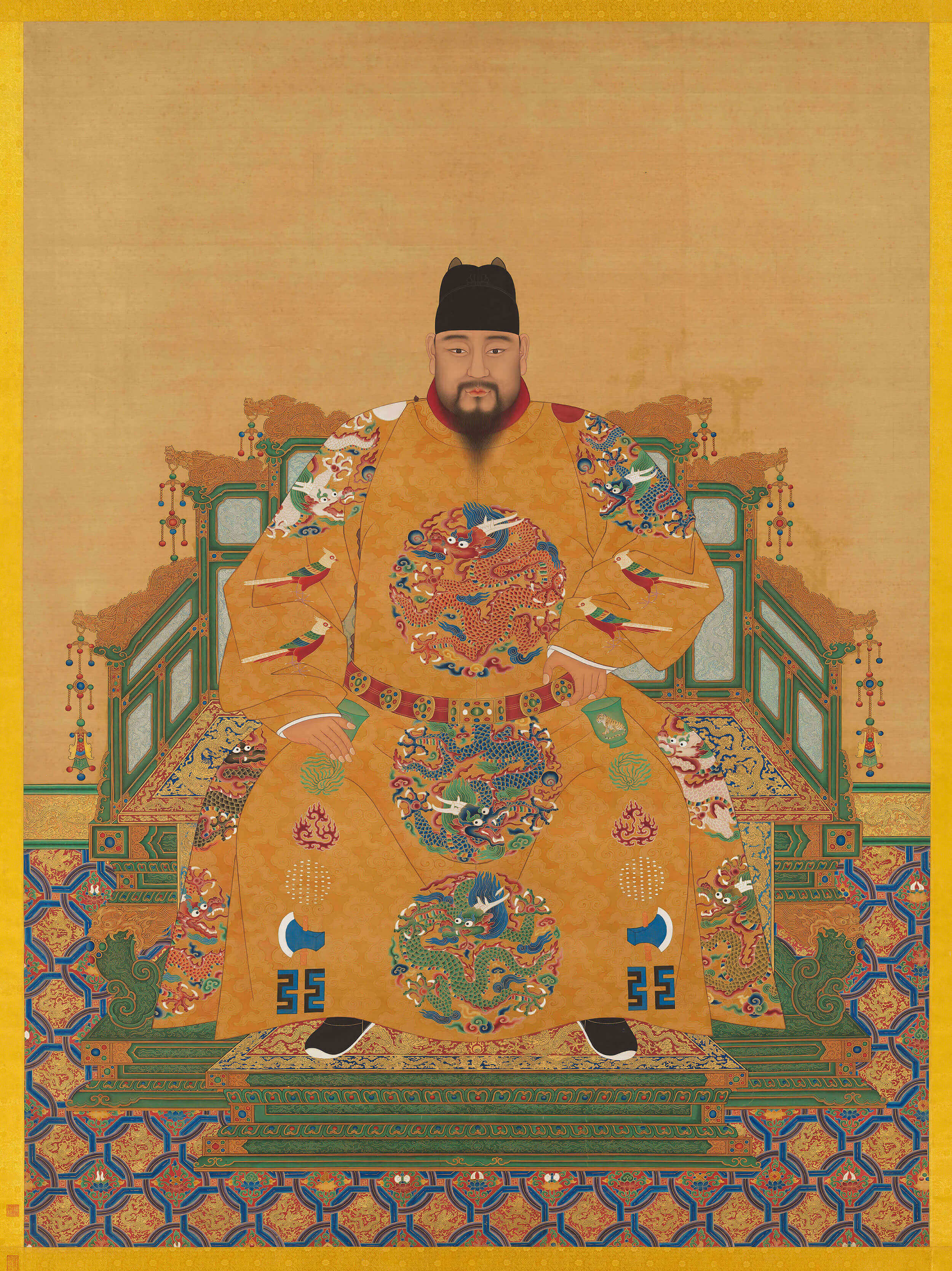
Minh Anh Tông

- Minh Anh Tông Chu Kì Trấn (tại vị:1435-1449, phục vị:1457-1464)

Năm 1449, Minh Anh Tông do nghe lời một viên hoạn quan thân tín là Vương Chấn nên trực tiếp chỉ huy binh sĩ tấn công rợ Ngõa Lạt. Kết quả ông thua trận và bị bắt ở sự biến Thổ Mộc bảo, việc này khiến người em trai là Thành vương Chu Kỳ Ngọc lên kế vị, tức Minh Đại Tông. Triều đình nhà Minh dùng vàng bạc để chuộc cựu hoàng, Anh Tông lên đường trở về Trung Quốc sau 1 năm làm tù binh. Khi qua An Định Môn, vua em Đại Tông cùng văn võ bá quan ra đón, rồi đưa ông về ở trong Nam cung và ông trở thành Thái Thượng hoàng. Sau đó, bởi triều thần có người muốn Thái Thượng hoàng phục tịch khiến Đại Tông nổi giận, Đại Tông trở nên dè dặt Thái Thượng hoàng và cho người giám sát ông. Năm 1457, bằng Đoạt môn chi biến, Anh Tông trở lại Hoàng vị của mình sau 7 năm bị giam lỏng.

### Diệp Nhĩ Khương hãn quốc
- Shodja ad-Din Ahmad Khan (tại vị:1631—1632, phục vị:1635—1639)

Năm 1632, Shodja ad-Din Ahmad Khan bị lật đổ, chỉ tại ông trọng dụng các Amir của Aksu vì trước đây các Amir đó đã ủng lập ông, điều này khiến các Amir ở Diệp Nhĩ Khương bất mãn. Kết quả, họ tẩy tray Shodja ad-Din Ahmad Khan, đưa anh trai ông là Qilich Khan lên ngôi, Shodja ad-Din Ahmad Khan bỏ chạy sang Aksu. Năm 1635, Thống đốc Turpan là Abdul Rahhan nổi dậy ở phía đông, đem binh đánh chiếm Aksu, Shodja ad-Din Ahmad Khan chạy trốn trở lại Diệp Nhĩ Khương. Shadi và Zhuo thuyết phục Qilich Khan thu nhận Shodja ad-Din Ahmad Khan, sau đó không lâu, Shadi và Zhuo giết Qilich Khan, thiết lập lại Shodja ad-Din Ahmad Khan.

### Thổ Tạ Đồ Hãn Bộ
- Tsedendorj (tại vị:1760-1793, phục vị:1794-1816)

Năm 1793, Thổ Tạ Đồ Hãn đời thứ chín là Tsedendorj phạm trọng tội, Thanh Cao Tông hạ lệnh phế trừ hãn vị, con trai trưởng của ông là Minjer Dorzi được quyền thay thế. Nhưng chỉ một năm sau, Minjer Dorzi đột nhiên qua đời, Thanh đế cho phép Tsedendorj khôi phục địa vị cũ.

### Nhà ThanhvàMãn Châu quốc

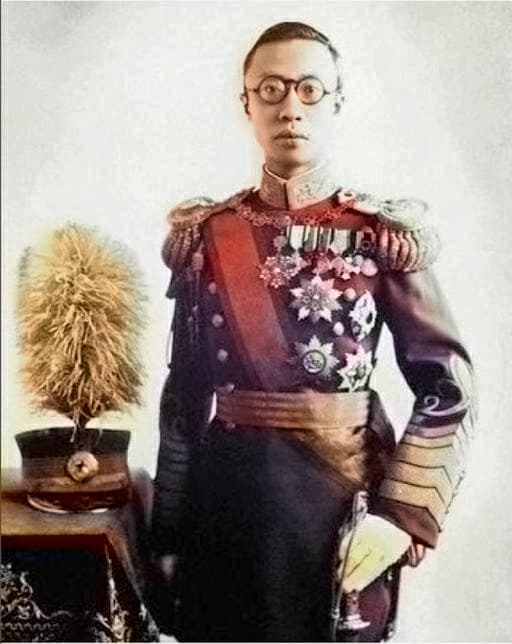
Thanh Cung Tông

- Thanh Cung Tông Ái Tân Giác La Phổ Nghi (tại vị:1908-1912, phục vị:1917, tái phục vị:1934-1945)

Ngày 12 tháng 2 năm 1912, Long Dụ Hoàng thái hậu xuống bút phê chuẩn "Thanh đế thoái vị chiếu thư", theo các "điều kiện ưu đãi của Hoàng đế nhà Thanh" ký với Trung Hoa Dân Quốc mới. Bấy giờ, Thái hậu Long Dụ sở dĩ phải chấp nhận bởi trước đó bà đã được Viên Thế Khải hối lộ 20.000 lượng vàng, và bị đe dọa sẽ bị chặt đầu nếu từ chối. Theo đó, Thanh Tốn Đế Phổ Nghi vẫn giữ lại tước vị hoàng đế và được chính quyền Cộng hòa đối xử với danh nghĩa như một hoàng đế ngoại quốc. Ông và triều đình được phép ở lại trong Tử Cấm Thành, các cung điện riêng như Dưỡng Tâm Điện cũng như được ở lại trong Di Hoà Viên, hằng năm Chính phủ Cộng Hoà sẽ trợ cấp cho hoàng gia 4 triệu lượng bạc và duy trì một vị hoàng đế cũng như một triều đình nhà Thanh chỉ còn lại hư danh trong Tử Cấm Thành và tồn tại song song với chính quyền dân quốc. Năm 1917, quân phiệt Trương Huân vốn là người trung thành với nhà Thanh nên đã phục hồi đế vị cho Phổ Nghi trong 12 ngày, từ ngày 1 tháng 7 đến 12 tháng 7. Phổ Nghi bị trục xuất khỏi Tử Cấm Thành năm 1924 bởi Quân phiệt Phùng Ngọc Tường, sau khi lang thang ở một số nơi, Phổ Nghi chạy vào Công sứ quán Nhật. Năm 1932, Phổ Nghi được đế quốc Nhật Bản dựng lên làm Quốc trưởng Mãn Châu Quốc, đến năm 1934 thì đã chính thức đăng quang Hoàng đế Đại Mãn Châu Đế quốc với niên hiệu Khang Đức.

### Đại Mông Cổ quốc

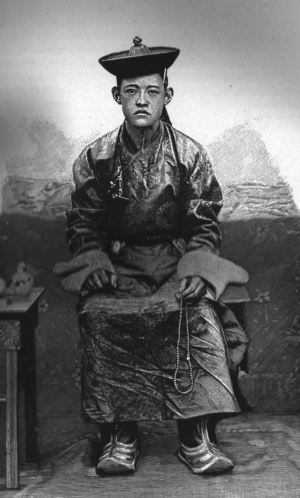
Chí Tôn Bảo Vương

- Triết Bố Tôn Đan Ba - Chí Tôn Bảo Vương Bogd Khan (tại vị:1911–1915, phục vị:1921–1924)

Năm 1915, Trung Quốc cùng đế quốc Nga và Đại Mông Cổ quốc ký với nhau một hiệp ước ở Kyakhta. Ngoại Mông đã hủy bỏ sự độc lập danh nghĩa, nhưng vẫn duy trì mức độ tự trị cao, Bogk Dokhan vẫn là nhà cai trị trên thực tế. Năm 1917, Cách mạng Tháng Mười đã diễn ra ở Nga khiến tình hình chính trị ở Mông Cổ cũng thay đổi, lãnh đạo bạch vệ của Nga Grigory Mikhaylovich Semyonov thành lập một lực lượng tại khu vực hồ Baikal, tuyên bố sẽ giúp Bogd Khan thành lập một nhà nước mới của người Mông Cổ. Các hoàng tử thế tục bị chính phủ Mông Cổ gạt ra ngoài lề, họ không hài lòng với nền chính trị thần quyền của Bogd Khan và có xu hướng nghiêng về chính trị đối với Trung Quốc. Năm 1919, ngoại vụ đại thần của Đại Mông Cổ quốc là Balingiin Tserendorj yêu cầu chính phủ Bắc Kinh giúp đỡ, Tổng thống Cộng hòa Trung Hoa Từ Thế Xương đã phái tướng Từ Thụ Tranh gửi quân tới Mông Cổ, bắt Bagd Khan vào quản thúc tại gia. Đại Mông Cổ quốc trở thành khu tự trị Ngoại Mông, trao lại toàn bộ quyền lực cho chính phủ Trung Hoa Dân Quốc, Từ Thế Xương tuyên bố rằng Mông Cổ đã bãi bỏ chế độ quân chủ và đơn phương xé bỏ "Hiệp ước Trung Quốc-Nga-Mông Cổ" năm 1915. Năm 1921, chính quyền Nga Xô viết đem binh tấn công, trục xuất hoàn toàn quân đội Trung Quốc khỏi Ngoại Mông, Bogd Khan trở lại thiết lập nền quân chủ lần thứ nhì, tuyên bố khôi phục Đại Mông Cổ quốc.

## Việt Nam

### Hồng Bàng thị
- Hùng Duệ Vương Huệ Lang

Không rõ năm bao nhiêu trước công nguyên, Hùng Duệ Vương (tức Hùng Vương thứ XVIII) Huệ Lang truyền cho con trưởng nối ngôi xưng là Hùng Kính Vương (tức Hùng Vương thứ XIX). Nhưng Hùng Kính Vương chỉ làm vua được 6 năm thì mất nên Hùng Duệ Vương lại lên làm vua lần thứ hai, do thời gian làm vua quá ngắn ngủi nên sử sách không thấy đề cập, sự kiện này chỉ được chép trong các thần tích và ngọc phả đền Hùng.

### Tĩnh Hải quânTiết độ sứ
- Khúc Tiên Chủ Khúc Thừa Dụ (tại vị:880-882, phục vị:905-907)

Năm 880, Tiết độ sứ Tăng Cổn bỏ thành Đại La, có người Hồng Châu là Khúc Thừa Dụ thừa cơ chiếm lấy, tự xưng là Tiết độ sứ, lúc đó nhà Đường còn đang bận dẹp loạn Hoàng Sào nên tạm thời chấp nhận. Năm 882, nhà Đường cử Cao Mậu Khanh sang Tĩnh Hải quân làm Tiết độ sứ, rồi sau đó lần lượt là: Tạ Triệu, An Hữu Quyền, Tôn Đức Chiêu, Chu Toàn Dục, Độc Cô Tổn...Trong giai đoạn này, không thấy thư tịch nào nhắc đến hành trạng của Khúc Thừa Dụ, tuy nhiên theo tác giả Lê Văn Siêu đề cập trong sách "Việt Nam văn minh sử", thì Khúc Thừa Dụ có một quan hệ gần gũi nào đó với các quan cai trị người phương Bắc từ nhiều năm trước, thậm chí là quan hệ "thông gia", nên ông đã sớm được đi lại và tiếp cận với công việc cai trị tại Đại La ở mức độ nhất định. Do đó, nhận thấy khí số nhà Đường chưa tận, ông đã chủ động tiếp nhận việc điều động Tiết độ sứ mới của triều đình mà lui về làm hào trưởng. Năm 905, Tiết độ sứ Độc Cô Tổn mới sang đã rất độc ác mất lòng người, bị gọi là "Ngục Thượng thư" (thượng thư ác). Tổn lại không cùng phe với Chu Ôn nên chỉ vài tháng lại bị Chu Ôn dời tiếp ra đảo Hải Nam và giết chết, Tĩnh Hải quân do đó không có người cai quản. Khúc Thừa Dụ, khi đó đang là Hào trưởng Chu Diên, được dân chúng ủng hộ, đã tiến ra chiếm đóng phủ thành Đại La (Tống Bình cũ - Hà Nội), tự xưng là Tiết độ sứ. Ông khéo léo dùng danh nghĩa "xin mệnh nhà Đường" buộc triều đình nhà Đường phải công nhận chính quyền của ông, do đó năm 906, vua Đường phong thêm cho Khúc Thừa Dụ tước "Đồng bình chương sự".

### Đại Lịch quốc vàĐại Nam quốc
- Đại Nam Nhân Huệ Đế Nùng Trí Cao (tại vị:1041, phục vị:1048, tái phục vị:1052-1055)

Năm 1041, Nùng Trí Cao xưng đế lập ra nước Đại Lịch. Vua Lý Thái Tông sai tướng đi đánh dẹp bắt được, sau đó tha tội cho làm Quảng Nguyên mục và gia phong tước Thái bảo. Năm 1048, Nùng Trí Cao chiếm giữ động Vật Ác (phía tây Cao Bằng) và đổi vùng đất dưới sự quản trị của mình thành nước Đại Nam. Lý Thái Tông sai Quách Thịnh Dật đi đánh, Trí Cao lại thua và xin đầu hàng. Năm 1052, Trí Cao lại làm loạn khôi phục quốc hiệu là Đại Nam đem quân sang tấn công nhà Tống, kết cục bị tướng Tống là Địch Thanh đánh bại chạy sang Đại Lý rồi chết ở đó.

### Nhà Lý
- Lý Cao Tông Lý Long Trát (tại vị:1175-7/1209, phục vị:11/1209-1210)

Năm 1209, Lý Cao Tông tin lời Phạm Du, sát hại tướng Phạm Bỉnh Di. Bộ tướng của Bỉnh Di là Quách Bốc nghe tin đó, đem binh lính phá cửa Đại Thanh kéo vào nội điện để cứu chủ. Cao Tông cùng Phạm Du không chống nổi, bỏ kinh thành chạy trốn. Quách Bốc đánh chiếm kinh thành, tôn Lý Thẩm lên làm vua. Cao Tông chạy về Tam Nông (Phú Thọ) nương nhờ nhà Hà Vạn, trong khi đó Hoàng tử Sảm chạy về Hải Ấp, dựa vào Trần Lý và em vợ Trần Lý là Tô Trung Từ để đánh Quách Bốc. Cuối năm đó, Trần Lý và Tô Trung Từ mang quân đánh về kinh thành dẹp Quách Bốc rước Lý Cao Tông trở lại kinh đô Thăng Long.
- Lý Huệ Tông Lý Sảm (tại vị:1210-1214, phục vị:1216-1224)

Năm 1214, Lý Huệ Tông cùng thái hậu Đàm thị lo lắng về thế lực họ Trần nên sai người đi với các tướng sĩ ở đạo Bắc Giang, hẹn ngày cùng phát binh đánh Trần Tự Khánh. Tuy nhiên, khi ra quân đối trận, Lý Huệ Tông thất thế phải chạy lên Lạng Châu. Trần Tự Khánh chiếm được kinh đô Thăng Long, sai người đem thư lên Lạng Châu gặp Huệ Tông xin Huệ Tông trở về, nhưng Huệ Tông không nghe. Tự Khánh bèn triệu tập các vương hầu, đón Huệ Văn Vương Lý Nguyên Vương đến Hạc Kiều, lập làm vua mới. Huệ Tông ở ngoài dân gian lần lượt dựa vào sứ quân khác để chống lại họ Trần nhưng đều thất bại, năm 1216 đành quyết định quay về Thăng Long. Trần Tự Khánh sai bộ tướng Vương Lê đem thủy quân đi đón Huệ Tông, sau đó phế truất Lý Nguyên Vương xuống làm Huệ Văn Vương như cũ.

### Nhà Lê sơ
- Lê Chiêu Tông Lê Y (tại vị:1516, phục vị:1516-1522)

Năm 1516, Nguyên quận công Trịnh Duy Sản cùng một số đại thần giết vua Lê Tương Dực, lập Lê Chiêu Tông làm vua mới. Chiêu Tông vừa lên ngôi thì An Hòa hầu Nguyễn Hoằng Dụ đang đóng quân ở dinh Bồ Đề, nghe tin Trịnh Duy Sản giết Tương Dực, liền nổi giận vượt sông, đốt phá phố xá ở kinh thành, định cùng với con em gia thuộc mưu sự phục thù. Duy Sản bèn sai lực sĩ Đàm Cử đón Chiêu Tông về Tây Đô, Trần Cảo nhân cơ hội đó tiến quân vào chiếm Đông Kinh. Cảo tự xưng làm Thiên Ứng Đế, ra triều đường coi chính sự. Thái sư Thiệu quốc công Lê Quảng Độ đầu hàng, Nguyễn Hoằng Dụ đành tạm ngưng việc báo thù Tương Dực để cùng Duy Sản diệt "giặc Cảo", khôi phục hoàng triều Lê. Ngày 23 tháng 3 âm lịch năm 1516, tại Đông Kinh xảy ra trận chiến ác liệt giữa quân của Lê Chiêu Tông và Trần Cảo. Cảo liên tục dùng súng, hỏa khí bắn ra để chặn quân nhà vua, các tướng triều đình ra sức công phá, hết sức dũng mãnh, cuối cùng đuổi được Trần Cảo khỏi Đông Kinh. Hôm sau Chiêu Tông được Lương Văn hầu Nguyễn Thì Ung cùng văn thần Đỗ Nhạc rước về kinh, ông chính thức khôi phục ngôi báu, ban chiếu đại xá, đặt niên hiệu là Quang Thiệu.

### Nhà Lê trung hưng
- Lê Kính Tông Lê Duy Tân (tại vị:1599-1600, phục vị:1600-1619)

Mùa Hạ năm 1600, trấn thủ Thuận Hóa Nguyễn Hoàng ở Thăng Long đã hơn 8 năm, bị chúa Trịnh Tùng ghen ghét không cho về trấn. Nguyễn Hoàng tìm cách kích động bọn Phan Ngạn, Bùi Văn Khuê, Ngô Đình Nga nổi lên chống lại nhà Lê, theo về họ Mạc. Tiếp theo, Nguyễn Hoàng kiếm cớ xin được cầm quân đánh dẹp rồi bí mật đốt hết doanh trại, trốn về Thuận Hóa. Lòng người trong kinh kì dao động, vua Kính Tông phải theo Trịnh Tùng chạy về Thanh Hoa, dư đảng họ Mạc nhân đó lại nổi lên, vua Mạc Kính Cung từ Cao Bằng kéo quân tràn vào giành lấy thành Thăng Long, mẹ của Mạc Mậu Hợp lâm triều tự xưng là quốc mẫu. Tháng 8 âm lịch, Trịnh Tùng đưa quân phản công, chiếm lại Đông Kinh, bắt giết quốc mẫu họ Mạc, đuổi Mạc Kính Cung, rước vua Lê Kính Tông phục bích.

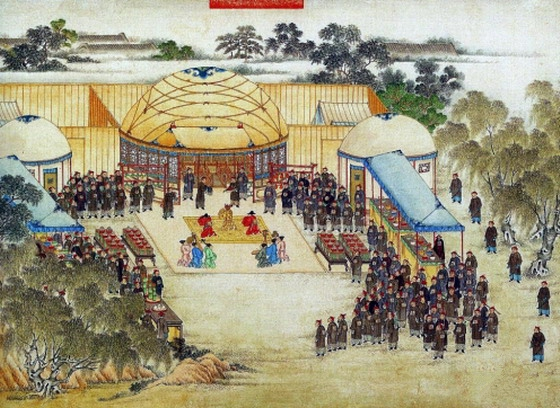
Lê Chiêu Thống tới đại bản doanh quân Thanh thụ phong An Nam quốc vương

- Lê Thần Tông Lê Duy Kỳ (tại vị:1619-1623, phục vị:1623-1643, phục vị:1649-1662)

Năm 1623, chúa Trịnh Tùng qua đời, con thứ là Trịnh Xuân làm loạn. Trịnh Tráng mang vua Lê Thần Tông chạy vào lánh nạn trong Thanh Hóa, Mạc Kính Khoan ở Cao Bằng thừa cơ kéo về đánh chiếm Gia Lâm 1 tháng. Sau đó không lâu, quân Lê-Trịnh quay lại đánh, Kính Khoan lại thu quân chạy lên Cao Bằng, chúa Trịnh Tráng đưa vua Lê trở lại kinh thành Thăng Long. Năm 1643, vua Lê Thần Tông do chán ghét cảnh chúa Trịnh chuyên quyền nên nhường ngôi cho con là Lê Chân Tông rồi lên làm Thái thượng hoàng. Năm 1649, vua Lê Chân Tông chết, chúa Trịnh Tráng thuyết phục Lê Thần Tông trở lại ngai vàng.
- Lê Mẫn Đế Lê Duy Khiêm (tại vị:1787, phục vị:1788-1789)

Năm 1787, quân Tây Sơn do Vũ Văn Nhậm chỉ huy tấn công Bắc Hà. Lê Chiêu Thống sai Nguyễn Hữu Chỉnh đem quân chống cự nhưng thất bại thảm hại, Vũ Văn Nhậm kéo quân tới Thăng Long, Chiêu Thống nghe lời Hữu Chỉnh, bỏ Thăng Long chạy đi Kinh Bắc. Sau đó, Nguyễn Văn Hòa, bộ tướng của Văn Nhậm, đuổi kịp quân nhà Lê. Chiêu Thống thân chinh cầm quân ngự chiến, Nguyễn Hữu Chỉnh bị bắt giải về kinh xử tử, quân nhà vua tan vỡ, Dương Đình Tuấn hộ vệ vua chạy sang trại Sơn Lộc. Năm 1788, bầy tôi nhà Lê là Đốc đồng Nguyễn Huy Túc, phiên thần Địch quận công Hoàng Ích Hiểu, tụng thần Lê Quýnh và Nguyễn Quốc Đống bảo vệ thái hậu và con trai Chiêu Thống qua cửa ải Thủy Khẩu chạy sang Long Châu nhà Thanh, gặp Tổng đốc Lưỡng Quảng Tôn Sĩ Nghị và Tuần phủ Quảng Tây Tôn Vĩnh Thanh cầu xin cứu viện. Thanh Cao Tông Ái Tân Giác La Hoằng Lịch hạ lệnh cho Tôn Sĩ Nghị chỉ huy đưa Chiêu Thống về Thăng Long, phong làm An Nam quốc vương. Cuộc phục vị này được duy trì đến ngày mồng 5 tết Kỷ Dậu (1789) thì chấm dứt theo trận Ngọc Hồi – Đống Đa của vua Quang Trung, kết cục ông phải lưu vong sang Trung Quốc rồi chết ở bên đó.

### Chúa NguyễnởNam Hà

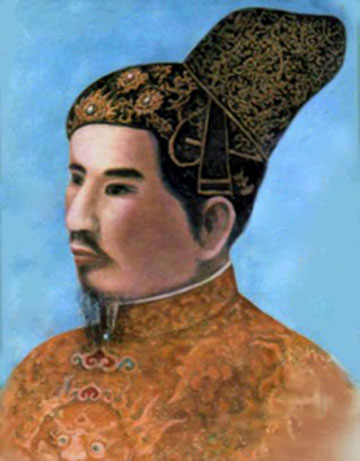
Nguyễn Thế Tổ

- Nguyễn Vương Nguyễn Phúc Ánh (tại vị:1780-1782, phục vị:1782-1783, tái phục vị:1784-1785, hựu tái phục vị:1787-1802)

Năm 1782, Thái Đức Đế Nguyễn Nhạc của nhà Nguyễn Tây Sơn cùng em trai là Nguyễn Huệ mang quân thủy bộ Nam tiến, Nguyễn Ánh thất trận bỏ chạy về Ba Giồng, rồi có khi trốn sang tận rừng Romdoul, Chân Lạp (rừng Romdoul là khoảng khu vực phía bắc tỉnh Svay Rieng). Quân Tây Sơn đuổi theo, bắt vua quan Chân Lạp là Ang Eng hàng phục và buộc tất cả những người Việt ở đấy phải về nước nhưng Nguyễn Ánh lại trốn kịp, ông chạy sang Xiêm La. Sau đó ít lâu, được sự hỗ trợ của Hoa kiều, Nguyễn Ánh đã quay trở lại khôi phục lực lượng chỉ trong vài tháng, tuy vậy sự xung đột vẫn diễn ra dai dẳng khiến ông nhiều phan phải lận đận chạy rong khắp chốn, trên lịch sử gọi là "Gia Long tẩu quốc". Năm 1783, sau nhiều phen giao tranh kịch liệt, Nguyễn Ánh lại thất thế đành chạy sang Xiêm lần nữa, năm sau ông được quân Xiêm đưa về Nam Bộ phục vị. Năm 1785, chúa Nguyễn Phúc Ánh liên kết với quân Xiêm La đem binh về tấn công quân Tây Sơn nhưng bị đại bại trong trận Rạch Gầm – Xoài Mút, kết quả quân bản bộ chúa Nguyễn tan tác chỉ còn vài trăm người nên nhà chúa buộc lòng phải chốn chạy sang nương nhờ người Xiêm. Sau đó, Nguyễn Phúc Ánh xin vua Xiêm cho ra ở khu vực Samsen và Bangpho (trong tiếng Việt gọi là Đồng Khoai hoặc Long Kỳ, hiện nay đều thuộc nội thành Bangkok). Ở đây, đoàn chúa Nguyễn lo khẩn hoang, làm ruộng, đốn củi...để nuôi nhau. Còn Nguyễn Huệ, sau khi đánh dẹp xong, liền đem đại quân về Quy Nhơn, cử Đô đốc Đặng Văn Trấn ở lại giữ Gia Định. Trong thời gian lưu vong ở Xiêm, Nguyễn Ánh thấy vua Xiêm ngày càng tỏ ra không vừa lòng vì lực lượng quân Nguyễn trở nên quá mạnh, ông viết thư cảm ơn rồi ban đêm lặng lẽ trở về vùng Gia Định. Ngoài ra, khi này nội bộ Tây Sơn xảy ra tranh chấp giữa anh em Nguyễn Nhạc - Nguyễn Huệ khiến việc phòng bị ở Gia Định bị lỏng lẻo. Năm 1787, Nguyễn Ánh cùng gia quyến lên thuyền bỏ về hòn Tre (Trúc Dữ). Sau đó Nguyễn Ánh đi sang đảo Cổ Cốt rồi cho mẹ và vợ con ở đảo Phú Quốc. Nguyễn Ánh đi tiếp và chiếm đất Long Xuyên (Cà Mau), vài tháng sau tiến đến cửa biển Cần Giờ. Sau mấy năm củng cố xây dựng lực lượng, lại gặp lúc Nguyễn Huệ còn phải lo kháng chiến chống quân Thanh mà không thể chú ý mặt nam, Nguyễn Phúc Ánh đã trục xuất được quân Tây Sơn và hoàn toàn trở lại làm chủ vùng Gia Định vào năm 1789. Đến năm 1802, Nguyễn Ánh tiêu diệt hoàn toàn thế lực Nguyễn Tây Sơn, xây dựng nên triều đại phong kiến cuối cùng trong lịch sử Việt Nam.

### Vương quốc Chiêm Bà

#### Chiêm Thành
Vương triều thứ Chín:
- Chế Củ (tại vị:1061-1069, phục vị:1069-1074)

Năm 1069, quốc vương Chiêm Thành là Chế Củ muốn dựa vào nhà Tống để chặn bước tiến của Đại Việt, xin thần phục và được vua Tống Thần Tông giúp đỡ, cho ngựa trắng và cho phép họ mua lúa ở Quảng Châu, Chiêm Thành không tiếp tục nạp cống cho Đại Việt nữa. Mọi hành động của Chiêm Thành đều bị người Việt cho là khiêu khích, vua Lý Thánh Tông thân chinh dẫn đại quân đi thảo phạt. Trải qua nhiều trận giao chiến kịch liệt, quân nhà Lý bắt được vua Chế Củ ở biên giới Chân Lạp, vua Chiêm vốn có cựu thù với nước Chân Lạp nên hết đường chạy phải ra hàng, kết quả là ông bị Thái uý Lý Thường Kiệt cầm tù, cuộc đuổi bắt vua Chế Củ mất hết một tháng. Lý Thánh Tông ngự tiệc cùng quần thần ở cung điện của vua Chiêm trong kinh thành Phật Thệ, sau đó cho phóng hỏa thiêu rụi nơi này rồi rút quân về. Vua Chiêm mặc áo vải trắng, đầu đội mũ làm bằng cây gai, tay bị trói sau lưng do 5 người lính Võ đô dắt, quyến thuộc đi sau cũng bị trói. Chế Củ xin dâng 3 châu Bố Chính, Ma Linh và Địa Lý (vùng đất từ dãy Hoành Sơn đến dãy Bạch Mã tương ứng với Quảng Bình, Quảng Trị, Thừa Thiên - Huế ngày nay) để chuộc tội nên được tha sau gần bốn tháng mất ngôi.
Vương triều thứ Mười:
- Chế Man Na (tại vị:1080–1081, phục vị:1086-1113)

Năm 1080, Quốc vương Chiêm Thành Harivarman III nhường ngôi cho con trai là Chế Man Na bấy giờ mới lên 8 tuổi. Năm 1081, Harivarman III qua đời, các quan đại thần cho rằng Chế Man Na còn nhỏ khó có thể đảm đương quốc gia đại sự nên ủng lập chú của Chế Man Na là Paramabhodhisatva lên ngôi. Năm 1086, Chế Man Na tổ chức binh biến nhằm giành lại vương quyền, Paramabhodhisatva binh bại đành chấp nhận thoái vị.
Vương triều thứ Mười Hai:
- Trâu Á Na (tại vị:1167-1190, phục vị:1191-1192)

Năm 1190, quân Chân Lạp ồ ạt tiến sang Chiêm Thành, kinh đô Vijaya thất thủ trước ưu thế vượt trội của kẻ địch. Quốc vương Trâu Á Na bị bắt trong cuộc chiến, vua Chân Lạp Jayavarman VII phong cho người anh rể của mình là In làm "vua Vijaya", lấy hiệu là Surya Jayavarmadeva. Bấy giờ, hoàng thân người Chiêm lưu vong tại Chân Lạp là Bố Trì đã được vua Chân Lạp tin tưởng giao quyền lãnh đạo một đạo quân lớn tiến đánh nước Chiêm Thành. Bố Trì vốn là một hoàng tử Chiêm Thành nhưng từ năm 1182 đã sang sống ở Chân Lạp, được vua Jayavarman VII thu nhận làm tướng. Nhờ có công dẹp loạn xứ Malyan thuộc Chân Lạp, Bố Trì được vua Chân Lạp tin dùng, phong làm Phó vương. Sau khi tiến vào Panduranga, Bố Trì tự lập làm vua của xứ này, xưng hiệu là Sri Suryavarman. Nước Chiêm Thành bấy giờ bị chia làm hai phần, các xứ miền bắc trên thực tế trở thành thuộc địa của nước Chân Lạp, riêng xứ Panduranga vẫn giữ quyền tự chủ nhờ vào mối quan hệ tốt giữa Sri Suryavarman với vua Jayavarman VII. Năm 1191, một hoàng tử xứ Vijaya là Rasupati phất cờ khởi nghĩa, Surya Jayavarmadeva không chống nổi sự phản kháng mạnh mẽ của người Chiêm, buộc phải tháo chạy. Rasupati lên ngôi vua Chiêm Thành, xưng hiệu là Jaya Indravarman V. Khi biết tin Jaya Indravarman V lên ngôi, vua Chân Lạp Jayavarman VII lập tức thả cựu vương Trâu Á Na về nước, để tạo ra một cuộc tranh chấp vương quyền mới tại Chiêm Thành. Cựu vương Jaya Indravarman IV khi trở về đã tập họp lại những người thân tín cũ và đề nghị liên minh với vua đương nhiệm của xứ này là Bố Trì để chống lại vua Jaya Indravarman V, vì kiêng nể uy tín của cựu vương, Bố Trì đã chấp nhận liên minh, Chiêm Thành rơi vào cảnh một nước ba vua. Trong cuộc chiến tranh giành quyền lực này, phe của hai vua Jaya Indravarman IV và Sri Suryavarman cuối cùng đã chiến thắng, quân Panduranga tiến vào chiếm đóng thành Vijaya, vua Jaya Indravarman V bại trận bị giết. Khi không còn thế lực đối địch từ Vijaya, Bố Trì và Trâu Á Na lập tức trở mặt với nhau. Bố Trì đã chiếm luôn thành thành Vijaya, với mong muốn làm vua toàn cõi Chiêm Thành, Trâu Á Na với lực lượng ít ỏi của mình cố gắng chiếm lấy thành trì nhưng thất bại. Năm 1192, Bố Trì ra tay trừ khử luôn cả cựu vương Trâu Á Na, Chiêm Thành từ đó lại thống nhất.
Vương triều thứ Mười Bốn:
- Ma Kha Quý Lai (tại vị:1441-1442, phục vị:1446-1449)

Năm 1441, sau khi Indravarman VI băng hà, triều thần quyết định không tấn tôn con ông là Ngauk Klaung Vijaya, mà đưa người cháu thúc bá của vua Trà Hòa là Ma Kha Quý Lai lên thay nhằm phục hồi dòng chính thống của Vijaya. Tuy nhiên, do Ma Kha Quý Lai bấy giờ còn quá ít tuổi nên triều đình phải để chú của ông là Po Parichan làm phụ chính đại thần. Nhưng chỉ được một năm thì Po Parichan tiếm vị và xưng hiệu Ma Kha Bí Cai, Ma Kha Quý Lai lập tức bị biệt giam. Thời kỳ Ma Kha Bí Cai tại vị, Chiêm Thành liên tục gây hấn với Đại Việt, điều này khiến thái hậu nhiếp chính Nguyễn Thị Anh hết sức phẫn nộ nên đã phái hơn 60 vạn quân sang tiến công đô thành Vijaya vào năm 1446. Hậu quả là Bắc phần Champa bị cướp phá tan hoang, toàn bộ vương thất và Maha Vijaya bị bắt đem về an trí tại Đông Kinh. Bấy giờ, vì nhà Lê tự thấy không kiểm soát nổi đất Champa nên đã trao lại vương vị cho Ma Kha Quý Lai.

#### Thuận Thành trấn
- Nguyễn Văn Tá (tại vị:1780-1781, phục vị:1786-1790, tái phục vị:1790-1793)

Năm 1781, một người anh em cùng huyết thống của vua Chăm Pa Nguyễn Văn Tá là Nguyễn Văn Chiêu gây binh biến rồi phế truất ông, khiến thời điểm này Panduranga tạm thời không có người cai trị. Vào năm 1783, Nguyễn Văn Chiêu tự tuyên bố là tân vương, nhưng liền sau đó quân Tây Sơn xuống vây đánh khiến ông này thất thế, tuy nhiên hai bên vẫn ở thế giằng co bất ổn cho đến khi ngôi vị của Nguyễn Văn Tá được chính thức khôi phục vào năm 1786. Năm 1790, chúa Nguyễn Ánh được đà Thái Đức lâm thế yếu khó vươn được xuống phương Nam, bèn tiến chiếm Panduranga, phong Nguyễn Văn Chiêu làm Thuận Thành trấn Khâm sai Thống binh cai cơ, nhưng ít lâu sau thì bãi chức vì nghi ông theo Quang Trung. Dù vậy, chúa Nguyễn liệu bề không tiếp quản được Panduranga nên trả lại ngôi vị cho Nguyễn Văn Tá và triệt thoái quân đội về Gia Định.
- Nguyễn Văn Chiêu (tại vị:1783-1786, phục vị:1790)

Năm 1786, vai trò "vua không ngai" của Nguyễn Văn Chiêu kết liễu khi ông đem thân quyến và thuộc binh bại trận bỏ chạy vào xứ Đồng Nai Thượng (bấy giờ thuộc tầm ảnh hưởng của chúa Nguyễn) lánh nạn. Ông giao kết với chúa Nguyễn Ánh và mong muốn ở mối quan hệ này sự chiếm lĩnh ngôi vua trong tương lai. Năm 1790, chúa Nguyễn Ánh nhân cuộc nội chiến giữa Nguyễn Nhạc với người em trai Quang Trung, vội vàng xua quân tiến chiếm Panduranga, phế truất Nguyễn Văn Tá và phong Nguyễn Văn Chiêu làm Thuận Thành trấn Khâm sai Thống binh cai cơ. Nhưng chỉ ít lâu sau, chúa Nguyễn lại bãi chức vì nghi ông có những giao kèo ám muội với Quang Trung.

## Nhật Bản

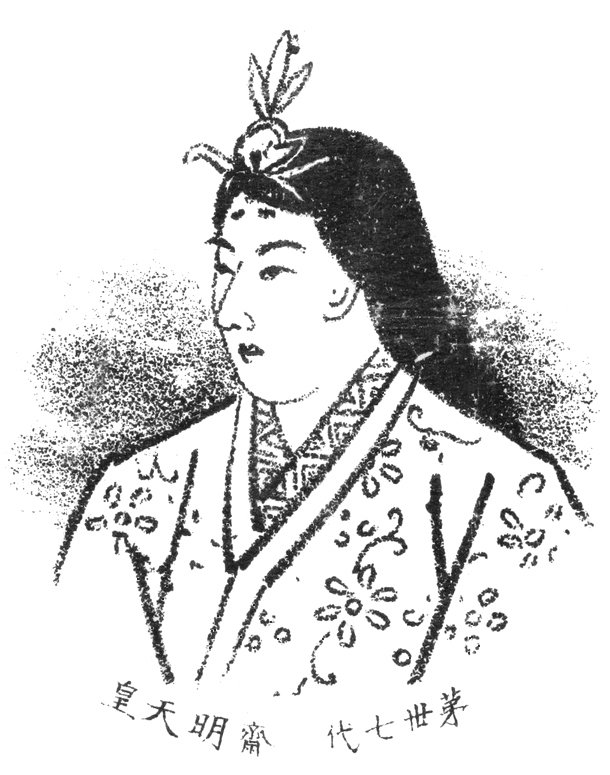
Tề Minh thiên hoàng

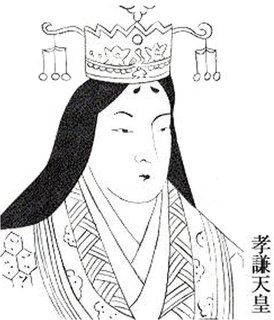
Xứng Đức thiên hoàng

### Thiên hoàng
- Hoàng Cực thiên hoàng Takara (tại vị:642-645) (phục vị:655-661)

Năm 645, xảy ra cuộc "Ất Tị chi biến" của các vị hoàng tử, đó là cuộc đấu tranh giữa gia tộc Nakatomi theo phái cải cách và gia tộc Soga theo phái bảo thủ. Bấy giờ Hoàng Cực thiên hoàng trên thực tế chỉ còn là hư vị, loạn lạc xảy ra khắp nơi trên quần đảo Nhật Bản, Nakatomi Kamatari làm chính biến lật đổ Soga no Iruka ngay tại tư dinh. Thiên hoàng Kōgyoku thoái vị để nhường ngôi cho con trai là Thân vương Naka no Ōe. Nhưng bởi Naka no Ōe không chịu tiếp nhiệm nên bà quyết định đem ngai vàng trao cho em trai mình là Hoàng tử Karu, Karu lên ngôi tôn chị làm "Hoàng tổ mẫu tôn" và lập Naka no Ōe làm Thái tử. Ông trị vì được 9 năm thì lâm bệnh băng hà, Naka no Ōe vẫn tiếp tục từ chối đăng cơ nên cựu hoàng Kōgyoku đành phải quay trở lại đế vị đổi xưng hiệu thành Tề Minh thiên hoàng.
- Hiếu Khiêm thiên hoàng Abe (tại vị:749-758) (phục vị:764-770)

Năm 758, sau trị vì được 10 năm, Thiên hoàng Kōken theo lời đề nghị của Nakamaro đã thoái vị nhường ngôi lại cho một ông chú họ xa của mình là Đại Xuy vương Ōi, bà lui về hậu cung an dưỡng và được tôn làm Thái thượng Thiên hoàng một năm sau đó. Tuy nhiên, Thiên hoàng Junnin Ōi chỉ giữ ngôi trong 7 năm, do ông định chi viện quân khí cho nhà Đường dẹp loạn An Sử nên bị phản đối. Vì thế, Thái chính Đại thần Fujiwara no Nakamaro thừa cơ khởi binh lật đổ, đưa đi lưu đày ra đảo Awaji, trên lịch sử gọi là Đạm Lộ phế đế. Thượng hoàng Kōken được rước về cung phục vị, đổi đế hiệu thành Xứng Đức thiên hoàng.

### Mạc phủ
Mạc phủ Ashikaga:
- Túc Lợi Nghĩa Thực (tại vị:1490–1493, phục vị:1508–1521)

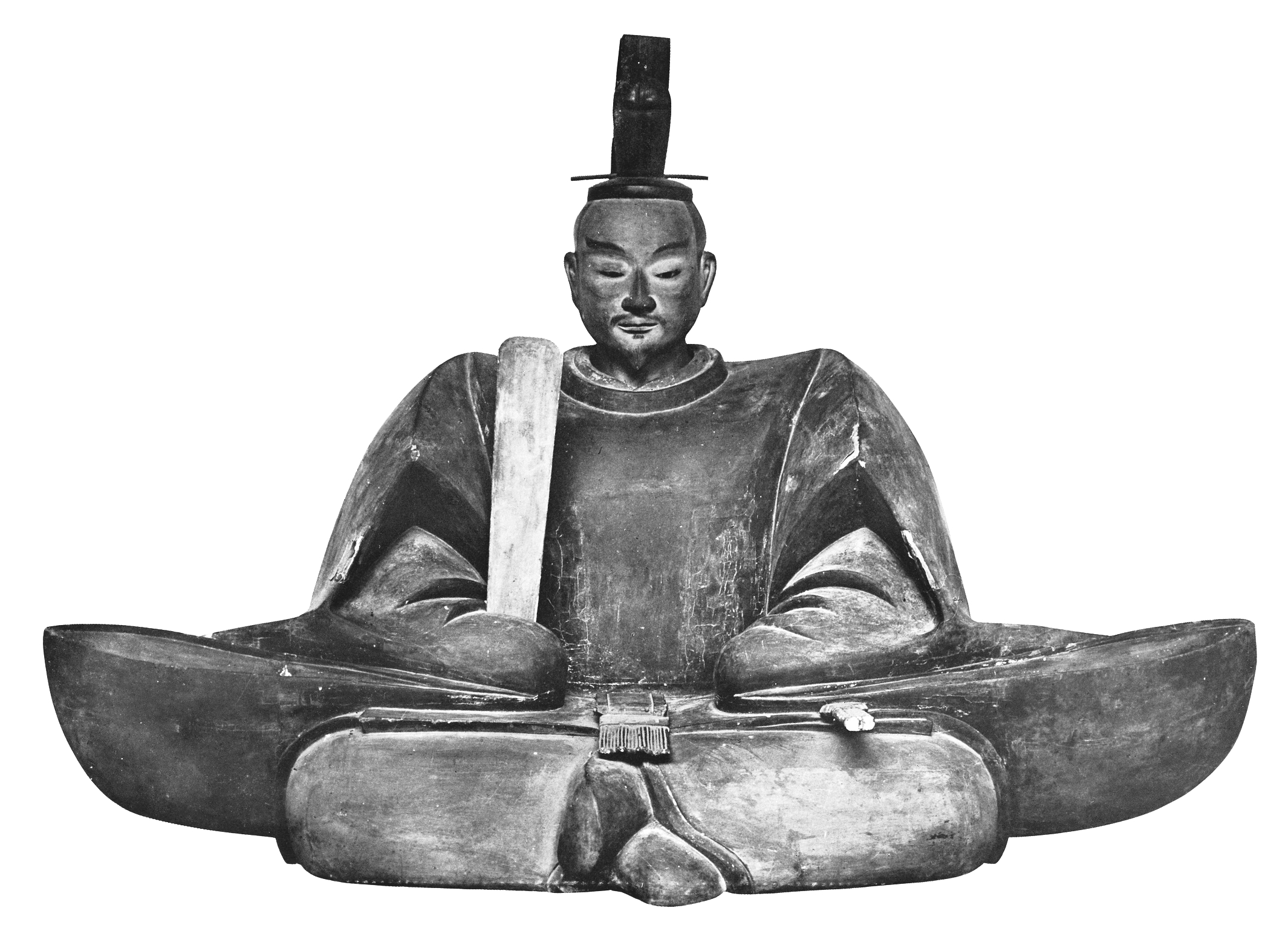
Túc Lợi Nghĩa Thực

Năm 1493, lợi dụng Túc Lợi Nghĩa Thực đem quân tới Kawachinokuni tấn công người kế vị của mình là Yishan Yifeng, các lực lượng đối lập do Hosokawa Masahiro, Hino Fuko, Ise Yuzong đứng đầu phối hợp tác chiến cùng những người khác đã tuyên bố bãi bỏ ông và ủng lập Túc Lợi Nghĩa Trực lên thay thế. Sau cuộc đảo chính, giáo phái chính trị của Hosokawa, phái quân đến Kawachinokuni, đánh bại và bắt sống Túc Lợi Nghĩa Thực, sau đó họ đưa ông đến Kyoto quản thúc tại đền Ryoanji. Trong thời gian bị giam lỏng, Túc Lợi Nghĩa Thực biết rằng mình sẽ bị đày đến đảo Shodoshima, ông đã trốn khỏi Kyoto với sự giúp đỡ của hàng xóm. Túc Lợi Nghĩa Thực đến nương náu nhà lãnh đạo Lushan của Etchūnokuni, Lushan bảo vệ Mạc phủ trong khu vực được gọi là "Việt Trung ngự sở", các nhà sử học sau này gọi đó là "phóng sinh tân Mạc phủ". Năm 1498, Túc Lợi Nghĩa Thực quyết định đàm phán với Hosokawa Masahiro, ông đến Echizennokuni để được Asakura che chở và đổi tên thành Doãn. Cùng lúc đó, Túc Lợi Nghĩa Doãn được Lushan Shangshun (con trai của chính trị gia Lushan) hỗ trợ và cùng nhau bước vào Kyoto. Tuy nhiên, lực lượng trng thành với ông bị đánh bại, ông đành phải trốn đến Suōnokuni. Năm 1508, với sự hỗ trợ của Da Nishi, Túc Lợi Nghĩa Doãn theo quân đội các xứ Chūgoku và Kyushu để vào Kyoto, ông được hậu thuẫn bởi Hosokawa nên chiếm đóng được kinh đô và lưu đày Túc Lợi Nghĩa Trực, qua đó trở lại cầm quyền Mạc phủ lần thứ hai.

## Bán đảo Triều Tiên

### Cơ Tử Triều TiênvàMã Hàn
- Cơ Tử Triều Tiên Ai Vương tức Mã Hàn Vũ Khang Vương Tử Chuẩn (tại vị:220 TCN-195 TCN, phục vị:161 TCN-157 TCN)

Năm 195 TCN, Cơ Tử Triều Tiên Ai Vương bị Vệ Mãn cướp ngôi. Vệ Mãn đến Cổ Triều Tiên với vị thế là một người tị nạn từ nước Yên, ban đầu phục tùng Ai Vương. Ai Vương tín nhiệm nên cử Vệ Mãn đến trấn giữa vùng biên giới phía tây bắc, nhưng sau đó Vệ Mãn đã tạo phản, lãnh đạo một cuộc khởi nghĩa và lật đổ Ai Vương, Vệ Mãn tự xưng vương thành lập triều đại Vệ Mãn Triều Tiên. Ai Vương cùng tùy tùng chạy trốn bằng thuyền sang Thìn Quốc ở miền nam bán đảo trong khoảng từ năm 194 TCN-180 TCN, ông cùng những người đi theo đã thành lập một căn cứ tại Iksan, Jeolla Bắc trong lãnh thổ Thìn Quốc và tự gọi mình là Thiên vương. Năm 161 TCN, Ai Vương chính thức đặt quốc hiệu là Mã Hàn, trở thành khai quốc chi quân ở xứ sở này.

### Nhà Cao Ly
- Cao Ly Nguyên Tông Vương Trị (tại vị:1260-1269, phục vị:1270) (tái phục vị:1271-1274)

Năm 1269, quyền thần Lâm Diễn tiến hành chính biến để loại bỏ Cao Ly Nguyên Tông. Lâm Diễn đưa An Khánh công Vương Xương lên ngôi, tức Cao Ly Anh Tông và nói dối rằng Nguyên Tông đã thoái vị vì bệnh tật. Năm 1270, Nguyên Thế Tổ Bột Nhi Chỉ Cân Hốt Tất Liệt đã cử 3000 lính để đương đầu với quân nổi dậy. Lâm Diễn và con trai Lâm Duy Mậu bị quân Nguyên giết, kết thúc 100 năm Vũ thần chính quyền, Nguyên Tông nhờ đó phục vị. Chẳng bao lâu, do Nguyên Tông muốn giải tán Tam Biệt Sao quân nên thủ lĩnh tổ chức này là Bùi Trọng Tôn tạo phản, tại Giang Hoa đảo lập Thừa Hóa hầu Vương Ôn lên làm vua. Sau đó cử binh đánh vào kinh đô khiến Nguyên Tông phải lánh nạn trốn chạy sang nhà Nguyên, quân Nguyên lại một lần nữa tràn sang Cao Ly trấn áp, Nguyên Tông trở về cung vào năm 1271 và tái lên ngôi.
- Cao Ly Trung Liệt Vương Vương Xuẩn (tại vị:1274-1298) (phục vị:1299-1308)

Năm 1298, do các biến cố trong cung đình bắt nguồn từ khi Trang Mục vương hậu đột ngột qua đời, Cao Ly Trung Liệt Vương Vương Xuẩn bị các triều thần gây áp lực nên dâng biểu sang Đại Đô xin phép Nguyên Thành Tông cho mình được thoái vị để nhường ngai vàng cho Thế tử Vương Chương, ông được tôn làm Quang Văn Tuyên Đức Thái thượng vương. Năm 1299, Cao Ly Trung Tuyên Vương Vương Chương do phải đối mặt với các mưu đồ giữa phe của vương hậu người Mông Cổ và một vương hậu người Cao Ly của ông, nhà vua cảm thấy bức xúc bèn trao lại ngai vàng cho phụ thân để chú tâm vào giải quyết những việc rắc rối trước mắt.
- Cao Ly Trung Tuyên Vương Vương Chương (tại vị:1298-1299) (phục vị:1308-1313)

Năm 1299, Cao Ly Trung Tuyên Vương quyết định trao trả ngôi vị cho cha mình là Thái thượng vương Vương Xuẩn. Năm 1308, sau khi cha qua đời, ông lên ngôi lần thứ hai.
- Cao Ly Trung Túc Vương Vương Đảo (tại vị:1313-1330) (phục vị:1332-1339)

Năm 1330, Cao Ly Trung Túc Vương từ nhiệm, ngôi vị được nhường lại cho con trai ông là Vương Trinh, sau đó Vương Đảo sang kinh thành Đại Đô của nhà Nguyên sinh sống. Nguyên nhân sâu xa của việc này là bởi năm 1321 Trung Túc Vương đã có con trai là Trung Huệ Vương. Điều này khiến cho thái tử trước đây của Cao Ly là Vương Cảo lập liên minh với Nguyên Anh Tông, và Trung Túc Vương bị giam giữ vào năm 1321. Tuy nhiên, Nguyên Anh Tông đã bị ám sát vào năm 1323 và kế hoạch bị hủy bỏ. Trung Túc Vương đã được cho phép trở về Cao Ly vào năm 1325, bởi những vấn đề trên khiến ông chán nản nên xin phép thiên tử cho mình thoái vị. Năm 1332, Nguyên Thái Định Đế quyết định phế truất Cao Ly Trung Huệ Vương Vương Trinh, đưa Vương Đảo trở về nước phục vị
- Cao Ly Trung Huệ Vương Vương Trinh (tại vị:1330-1332) (phục vị:1340-1343)

Năm 1332, Cao Ly Trung Huệ Vương bị nhà Nguyên phế truất, ngai vàng trả về cho cha của ông là Cao Ly Trung Túc Vương. Năm 1339, Trung Túc Vương qua đời, Huệ Vương lại lên ngôi lần hai.

## Lào

### Vương quốc Viêng Chăn
- Xaiya Setthathirath III (tại vị:1767-1778, phục vị:1780-1781)

Năm 1778, Phra Phutthayotfa Chulalok (sau này là quốc vương Xiêm La Rama I) đã lãnh đạo một đội quân xâm chiếm nước Vạn Tượng. Sau bốn tháng chiến tranh bao vây, thủ đô nước này bị người Xiêm chiếm đóng. Vua Vạn Tượng là Somdet Brhat Chao Dharma Adi Varman Maha Sri Bunyasena Jaya Setha Adiraja Chandrapuri Sri Sadhana Kanayudha (tức Xaiya Setthathirath III) trốn chạy vào rừng rậm, nhưng cuối cùng ông đã quyết định đầu hàng Xiêm La. Kể từ đó, Vạn Tượng nội thuộc Xiêm La, hầu hết những đứa con của Xaiya Setthathirath III đều được đưa đến Thonburi làm con tin. Ông bắt đầu nổi dậy xưng vương tuyên bố phục quốc và chiến đấu chống lại quân Xiêm vào năm 1780, tuy sát hại được thống đốc người Xiêm là Phraya Supho gây thanh thế rất lớn nhưng chỉ hơn một năm sau, Xaiya Setthathirath III thất bại bị quân Xiêm bắt và xử tử.

### Vương quốc Luang Phrabang
- Anurutha (tại vị:1792, phục vị:1794-1819)

Năm 1792, sau cái chết của quốc vương Suriyavong II, Somdet Brhat Chao Maha Edama Varman Krung Sri Sadhana Kanayudha Udarattanaputri Rama Brahma Chakrapati Mahanayaka Maharjadhana Lan Chang Krung Klao Anuradhuratta được người Xiêm La cho phép quay về Luông Phrabang để đăng cơ trở thành vua Anurutha, ông đã được đưa sang Bangkok làm con tin từ năm 1788. Nhưng chẳng bao lâu, quân chủ vương quốc Viêng Chăn Nanthasen tố cáo với vua Xiêm La rằng Anurutha bí mật hội kiến với người Miến Điện để âm mưu phản lại Xiêm La. Được sự chấp nhận từ phía Xiêm La, Nanthasen lập tức đem binh tràn sang bất ngờ tấn công vây hãm Luông Phrabang, theo lệnh vua Rama I của Xiêm La, Anurutha buộc phải từ bỏ ngai vàng của mình để làm tù nhân ở Bangkok. Năm 1794, ông đã có thể trở lại Luông Phrabang để làm vua một lần nữa.

## Xiêm La

### Vương quốc Ayutthaya-Triều Uthong
- Somdet Phra Ramesuan (tại vị:1369–1370, phục vị:1388–1395)

Năm 1370, sau một năm trị vì đất nước, vua Somdet Phra Ramesuan bị người bác rể của mình (lãnh chúa vùng Suphanburi) là Borommarachathirat I lật đổ sau cuộc đảo chính đẫm máu, thiết lập ra triều đại Suphannaphum. Năm 1388, Borommarachathirat I mất, con trai là Somdet Phra Chao Thong Lan kế vị. Đúng một tuần sau, cựu vương Somdet Phra Ramesuan từ Lavo đã quay trở lại, các lực lượng của ông nhanh chóng chiếm lấy cung điện và hạ bệ Thong Chan. Trước đây, khi vua cha Ramathibodi I còn tại vị, Somdet Phra Ramesuan từng được điều động đến Lavo, do đó khi ông bị mất ngôi đã chạy trốn về nơi này tập hợp những người trung thành gây dựng lại cơ đồ chờ thời cơ phục bích.

### Vương quốc Ayutthaya-Triều Suphannaphum
- Maha Chakkraphat (tại vị:1548-1564, phục vị:1568-1569)

Năm 1564, trước sức tấn công như vũ bão của người Miến Điện, vua Maha Chakkraphat không chống nổi, ông đã tìm kiếm một liên minh với Setthathirat của Lan Xang, thông qua cuộc hôn nhân của con gái ông Thepkasattri, nhưng quân Miến Điện đã bắt cóc Thepkasatri trên đường đến Viêng Chăn. Điều này đã buộc Maha Chakkrapat phải từ bỏ ngôi vị trở thành tù binh của người Miến Điện, chấp nhận sự giam cầm quản thúc ở Pegu, vương quốc Xiêm La trở thành chư hầu của người Miến Điện, con trai Maha Chakkraphat là Mahinthrathirat được người Miến Điện đưa lên ngai vàng. Năm 1568, Maha Chakkraphat thuyết phục thành công vua Miến Điện Bayinnaung cho phép ông trở lại Ayutthaya với lý do hành hương. Khi về đến nơi, ông lập tức tham gia vào một liên minh với KingSetthathirath của Lan Xang, con trai ông Mahinthrathirat nhường quyền lực để cha lãnh đạo cuộc chiến chống Miến Điện. Nhưng ông đã không thể thuyết phục Maha Thammarachathirat của Phitsanulok cùng với ông và con trai của ông trong cuộc nổi dậy, Thammarachathirat vẫn trung thành với Bayinnaung và sống sót sau cuộc bao vây bởi các lực lượng Ayutthaya và Lan Xang cho đến tháng Mười, khi các lực lượng cứu trợ từ Pegu đến. Các đội quân xâm lược đã đặt bao vây thứ ba của Ayutthaya, Maha Chakkraphat chết một tháng sau khi cuộc bao vây trong tháng Giêng năm 1569.
- Mahinthrathirat (tại vị:1564-1568, phục vị:1569)

Năm 1568, Mahinthrathirat trả lại ngôi vua cho cha mình là Maha Chakkraphat để ông này trực tiếp chỉ huy kháng chiến chống quân xâm lăng Miến Điện. Tuy nhiên, cuộc chiến thất bại, Maha Chakkraphat tử trận, Mahinthrathirat lại lên ngôi lần thứ hai nhưng cũng chỉ duy trì được vài tháng thì bị quân Miến Điện tiêu diệt hoàn toàn.

## Myanmar

### Vương quốc Launggyet
- Razathu II (tại vị:1394–1395, phục vị:1397–1401)

Năm 1395, Razathu II bị cướp quyền bởi Sithabin II. Đến năm 1397, Myinhseingyi lật đổ được Sithabin II để làm vua Launggyet. Cũng năm đó, Razathu II đánh bại Myinhseingyi, ngai vàng của ông nhờ vậy mà khôi phục.

### Vương quốc Launggyet vàVương quốc Mrauk-U
- Narameikhla Min Saw Mon (tại vị:1404–1406, phục vị:1429-1433)

Năm 1406, Narameikhla Min Saw Mon, quân chủ Launggyet, bị thái tử Minye Kyawswa ở Ava đánh đuổi khỏi đất nước. Thực ra ngay từ khi lên ngôi, ngai vàng của ông phải chịu đe dọa uy hiếp từ các phe phái đối địch của triều đình, thường được Ava và Pegu ủng hộ, ông cố gắng khắc phục nhưng cũng không thể thoát khỏi tình trạng hỗn loạn. Bấy giờ, vương quốc Launggyet đang bị cuốn vào cuộc chiến bốn mươi năm giữa Ava và Pegu, vua Minkhaung I của Ava đã gửi quân đội do hoàng tử Minye Kyawswa lãnh đạo. Quân đội Ava tràn qua càn quét Launggyet, Minkhaung I bổ nhiệm Anawrahta Saw, khi đó là thống đốc Kalay, làm vua mới của Arakan. Narameikhla Min Saw Mon cùng đường nên nơi ẩn náu trong vương quốc Hồi giáo Bengal, và sau tham gia quân đội của quốc vương Jalaluddin Muhammad Shah. Ông tỏ ra là một chỉ huy giỏi, do vậy trở nên thân thiết với sultan, và thuyết phục sultan giúp ông giành lại ngai vàng Arakan, Jalaluddin Muhammad Shah đồng ý. Được hỗ trợ bởi quân đội Bengal "phần lớn được tạo thành từ các nhà thám hiểm Afghanistan", Narameikhla Min Saw Mon đã xâm chiếm Arakan, nỗ lực đầu tiên trong cuộc xâm lược đã thất bại vì ông tranh cãi với tướng Wali Khan của Bengal, và bị tướng quân bắt giam. Ông trốn thoát, và sultan đồng ý với một nỗ lực khác, cuộc xâm lược thứ hai diễn ra tốt đẹp. Narameikhla Min Saw Mon được tuyên bố là vua tại Launggyet vào năm 1429, trở thành một chư hầu của Bengal, thành lập một thủ đô mới, Mrauk-U.

## Brunei

### Tiểu vương quốc MeccavàHồi quốc Brunei
- Sharif Ali bin Ajlan Abul-Sarjah (tại vị:1375–1394, phục vị:1425-1432)

Năm 1394, Sharif Ali bin Ajlan Abul-Sarjah mất quyền cai trị ở tiểu vương quốc Mecca, ông dời sang Hồi quốc Brunei sinh sống kết hợp với việc truyền bá đạo hồi. Tại đây, ông được Sultan Awang Pateh Berbai quý mến thu nhận và gả con gái cho, vì ông là người Ả Rập nên rất thành thạo giáo lý Hồi giáo. Bởi quốc vương Awang Pateh Berbai đã không để lại một người thừa kế nam nào cho mình, theo yêu cầu của người dân Brunei, Sharif Ali bin Ajlan Abul-Sarjah được chọn để kế thừa ngai vàng làm nguyên thủ quốc gia của họ.

### Đế quốc Brunei
- Hussin Kamaluddin (tại vị:1710-1730, phục vị:1737-1740)

Năm 1730, quốc vương Brunei Hussin Kamaluddin quyết định thoái vị để nhường ngôi cho con rể là Muhammad Alauddin, điều này khiến các nhà sử học hậu thế rất đau đầu vì họ đã cố gắng nghiên cứu nhưng vẫn chưa tìm ra lý do tại sao quốc vương Hussin Kamaluddin lại ủng hộ con rể thay vì truyền ngai vàng cho các con trai của mình. Năm 1737, Muhammad Alauddin qua đời, Hussin Kamaluddin quay trở lại ngôi vị và được biết đến với cái tên Marhum ở Luba, ông là vị vua duy nhất trong lịch sử Brunei đã cai trị hai lần.

## Philippines
Vương quốc hồi giáo Sulu:
- Alimud-Din I (tại vị:1735-1748, phục vị:1764-1773)

Năm 1748, một cuộc đấu tranh chính trị đã buộc quốc vương Alimud-Din I rời Jolo để đến Basilan và sau đó là Zamboanga, em trai của ông là Datu Bantilan được tuyên bố là sultan mới, vương hiệu Bantilan Muizzud-Din. Vấn đề này bắt nguồn từ năm 1744, vua Felipe V của Tây Ban Nha đã gửi cho Alimud-Din I một lá thư yêu cầu cho phép các nhà truyền giáo từ Hiệp hội Jesus để tuyên truyền Kitô giáo ở miền nam Philippines, ông đã đưa ra sự đồng ý của mình, nhưng nội bộ trong nước lại nảy sinh sự phản đối quyết liệt. Một bữa tiệc được thiết đãi dưới sự lãnh đạo của anh trai của Quốc vương, Hoàng tử Datu Bantilan, với mục đích trục xuất các nhà truyền giáo và phế truất Azim ud-Din I. Trong bữa tiệc, Datu Bantilan đã cố gắng ám sát Quốc vương bằng cách đâm một ngọn giáo vào ông, Alimud-Din I tuy tránh kịp nhưng cũng gây ra vết thương nghiêm trọng ở bên hông và đùi. Trong tình trạng bất ổn sau đó, việc các nhà truyền giáo ở lại Jolo trở nên quá nguy hiểm, quá sức chịu đựng, Azim ud-Din I đã trốn khỏi Jolo. Trong thời gian lưu vong, ông đã đến Manila, ông tìm kiếm sự trợ giúp của người Tây Ban Nha chống lại sự chiếm đoạt quyền lực của Bantilan Muizzud-Din. Tại Manila, Toàn quyền Juan de Arechederra, Giám mục Nueva Segovia, đã trao cho Alimud-Din I một buổi tiếp tân phù hợp với một hoàng tử có cấp bậc cao. Quốc vương đã được tiếp nhận công khai trong Hội trường của Audiencia, nhưng thay vì giải quyết ngay vấn đề bị chiếm đoạt ngôi vị của mình, ông nói với Arechederra rằng ông muốn được hướng dẫn trong đức tin Kitô giáo chuẩn bị để nhận Bí tích Rửa tội cho niềm vui lớn sau đó. Ông được rửa tội vào năm 1750, lấy tên Fernando de Alimuddin, với tên vương giả của Ferdinand I. Trước khi rời Manila vào năm 1751 để trở về Sulu, Ferdinand I đã viết một lá thư bằng tiếng Ả Rập gửi cho Muhammad Khair ud-Din Amir ud-Din Itamza (Quốc vương Maguindanao), thay mặt cho Hầu tước xứ Ovando (toàn quyền mới của Tây Ban Nha). Tuy nhiên, các bản dịch không nhất quán sang tiếng Tây Ban Nha đã dẫn đến cáo buộc rằng ông đã ủng hộ tội phản quốc trong bức thư, kết quả ông đã bị bắt và kết án tù với tội danh phản quốc. Ferdinand I vẫn ở trong tù cho đến khi Vương quốc Anh đánh chiếm Manila trong Chiến tranh Bảy năm vào năm 1762, ông được người Anh khôi phục lại ngai vàng vào năm 1764.
- Alimud-Din II (tại vị:1763-1764, phục vị:1778-1789)

Năm 1763, Alimud-Din II lên ngôi sau cái chết của người cha Bantilan Muizzud-Din, nhưng chỉ một năm sau ông bị quân đội Anh ép buộc phải trả ngôi cho bác ruột Alimud-Din I. Alimud-Din II đã rời bỏ Jolo, ông cùng những người theo mình đến Parang. Năm 1773, do quá mệt mỏi với các vấn đề của nhà nước, quốc vương Alimud-Din I chính thức bàn giao các công việc quân chủ cho con trai Muhammad Israil. Năm 1778, Muhammad Israil chết đột ngột, được cho là bị đầu độc bởi những nhân vật ủng hộ Alimud-Din II, như vậy ông nghiễm nghiên quay trở lại ngôi báu.
- Jamalul Kiram III (tại vị:1983-1990, phục vị:2012-2013)

Năm 1990, quốc vương tự xưng Jamalul Kiram III nghỉ hưu, được thay thế bởi Mohammad Akijal Atti. Ông đã vi phạm luật kế vị của vương quốc bằng cách rời Sulu đến Manila để tham gia chính trị, một cuộc tranh cãi kéo dài hàng thập kỷ về quyền kế vị trong gia đình đã kết thúc vào ngày 11 tháng 11 năm 2012, khi những người khiếu nại gặp nhau và Jamalul Kiram III được tuyên bố là sultan đồng cai trị với em trai Esmail Kiram II. Sau đó, Jamalul Kiram III tuyên bố Agbimuddin Kiram là Viceroy (người thừa kế). Vào tháng 2 năm 2013, ông tổ chức lực lượng vũ trang xâm nhập vào phần phía đông của Sabah, mục đích để đòi lại vùng đất trước đây tổ tiên của ông từng xây dựng nên vương quốc Sulu cường thịnh. Nhưng sự xâm nhập này đã biến thành một cuộc xung đột bế tắc dữ dội, và Jamalul Kiram III bị chính quyền bang Malaysia và Sabah gán cho là "kẻ khủng bố". Nguyên nhân do những kẻ đi theo Jamalul Kiram III thực hiện hành vi giết nhân viên an ninh Malaysia và cắt xén xác họ, thậm chí có ý định bắt cư dân Sabahan làm con tin, ông qua đời không lâu sau đó vào ngày 20 tháng 10 năm 2013 vì căn bệnh suy đa tạng.

## Iraq

### Vương quốcBabylon
Vương triều thứ Mười - thời kỳ Đế quốc Tân Assyria thống trị:
- Marduk-apla-iddina II (tại vị:722 TCN-710 TCN, phục vị:703 TCN-702 TCN)

Năm 710 TCN, Sargon II của Assyria đem binh tấn công chiếm đóng Babylon, đồng thời đàn áp các đồng minh của Marduk-apla-iddina II ở Elam, Aram và Israel. Trước đó, sau cái chết của vua Assyria Shalmaneser V vào năm 722 TCN, Marduk-apla-iddina II đã lãnh đạo quần chúng nổi dậy giành lại nền độc lập cho Babylon, nhưng vua mới của Assyria là Sargon II không chấp nhận điều đó nên đã xua quân tái chiếm quốc gia này. Năm 705 TCN, Sargon II qua đời, vua mới Sennacherib lên ngôi, một quý tộc Babylon là Marduk-zakir-shumi II quật khởi giành lại non sông vào năm 703 TCN. Marduk-apla-iddina II từ xứ Chaldea (nơi ông sống lưu vong) đã nhanh chóng chiếm lại ngai vàng, lật đổ Marduk-zakir-shumi II ngay trong năm đó. Tuy nhiên, chỉ chín tháng sau, vào năm 702 TCN, Marduk-apla-iddina II đã bị đánh bại gần Kish bởi người Assyria, ông trốn được đến Elam và chết lưu vong một vài năm sau đó.
- Sennacherib (tại vị:705 TCN-703 TCN, phục vị:689 TCN-681 TCN)

Năm 703 TCN, Sennacherib đánh mất ngôi vua Babylon bởi một quý tộc bản địa là Marduk-zakir-shumi II nổi dậy đánh đuổi quân Assyria, giành lại độc lập tự do cho tổ quốc. Mấy tháng sau, cựu vương Marduk-apla-iddina II phục bích lật đổ được Marduk-zakir-shumi II. Năm 702 TCN, Sennacherib phái binh trở lại đánh đuổi được Marduk-apla-iddina II tái chiếm Babylon. Nhưng Sennacherib tin rằng sự cai trị trực tiếp của người Assyria quá tốn kém, nên ông đã bổ nhiệm Bel-ibni, một nhà quý tộc Babylon trẻ tuổi từng sinh sống ở Assyria làm quốc vương Babylon mới. Chẳng bao lâu Bel-ibni đã âm mưu với người Chaldea và Elamites chống lại người Assyria, nhằm khôi phục độc lập cho Babylon. Sau khi đánh bại liên minh đối lập vào năm 700 TCN, Sennacherib đã phế truất Bel-ibni và mang ông ta đi đày ở Assyria, rồi thay thế bằng con trai mình, Ashur-nadin-shumi. Năm 694 TCN, khi Sennacherib tấn công miền nam Elam để truy đuổi phiến quân Chaldaean, người Elam đã tấn công Babylon, Ashur-nadin-shumi bị bắt và đưa đến Elam, nơi ông ta đã bị giết. Người Elam lập một quý tộc bản xứ là Nergal-ushezib lên ngôi, nhưng chỉ một năm sau, Sennacherib sớm gây chiến để giành lại thành phố và trả thù cho cái chết của con trai ông, Nergal-ushezib đã bị người Assyria đánh bại và bắt giữ trong trận chiến gần Nippur vào tháng 9 năm 693 TCN. Tiếp theo, hoàng tử xứ Chaldean là Mushezib-Marduk với sự hỗ trợ của vua Elam Humban-nimena đã lãnh đạo nhân dân đánh nhau to với quân đội Assyria, Mushezib-Marduk tự xưng làm vua Babylon. Năm 689 TCN, Mushezib-Marduk đã mất đồng minh khi vua Elam Humban-nimena bị đột quỵ, tận dụng cơ hội này, Sennacherib đã nhanh chóng chiếm giữ bằng cách tấn công Babylon, và cuối cùng đã chiếm được nó sau một cuộc bao vây kéo dài 9 tháng. Để trả thù cho cái chết của con trai mình, Sennacherib đã cướp phá và đốt cháy Babylon, thậm chí chuyển hướng Euphrates vào thành phố, sau đó ông tự xưng làm vua Babylon và cai trị trực tiếp ở đây lần thứ nhì cho đến lúc qua đời.

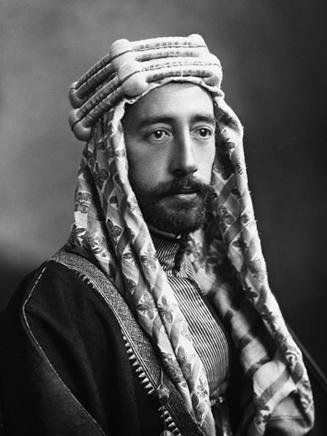
Faisal I bin Hussein bin Ali al-Hashemi

### Vương quốc Ả Rập SyriavàVương quốc Iraq
- Faisal I bin Hussein bin Ali al-Hashemi (tại vị:1918-1920, phục vị:1921-1933)

Năm 1920, vương quốc Ả Rập Syria đầu hàng trước quân đội Pháp, chế độ quân chủ ở đây bị bãi bỏ, Đại Syria cũng giải thể từ đó. Quốc vương Faisal I bin Hussein bin Ali al-Hashemi bị trục xuất khỏi tổ quốc, ông chuyển qua Anh Quốc sống lưu vong. Bấy giờ chính phủ Anh lo lắng tình hình ở Iraq đang trong trạng thái không ổn định, và sự can thiệp trực tiếp chi phối chế độ quân chủ danh nghĩa. Sau cuộc trưng cầu dân ý cho thấy 96% người dân đồng ý với việc I bin Hussein bin Ali al-Hashemi làm nguyên thủ của họ, như vậy ông đã nghiễm nhiên trở thành vua của Iraq và lên ngôi vào tháng 8 năm 1921, vai trò của ông rất quan trọng trong công cuộc giành độc lập của Iraq sau này

## Oman
Triều đại Yaruba:
- Saif bin Sultan II (tại vị:1718-1719, phục vị:1720-1722, tái phục vị:1723-1724, hựu tái phục vị:1728-1742)

Năm 1718, Saif bin Sultan II thừa hưởng sự lãnh đạo của đất nước khi còn nhỏ, nhưng ông đã bị đẩy sang một bên do nhưng phe cánh ủng hộ anh trai Muhanna bin Sultan của ông vào năm sau. Năm 1720, Muhanna bin Sultan bị phế truất, và Saif bin Sultan II lần thứ hai được tuyên bố là Imam, mặc dù quyền lực được nắm giữ bởi một nhiếp chính Ya'arab bin Bel'arab, người sau đó tự xưng là Imam vào năm 1722. Năm 1723, quyền lực của Ya'arab bin Bel'arab bị phế trừ, Saif bin Sultan II được tuyên bố là Imam một lần nữa, và sau một cuộc nội chiến lại bị phế truất vào năm 1724. Chiến đấu tiếp tục, và năm 1728 Saif bin Sultan II trở thành Imam lần thứ tư, tuy nhiên ông buộc phải chia sẻ quyền lực với một đối thủ Imam là Bal'arab bin Himyar, người điều khiển nội chính. Một cuộc nội chiến xảy ra trong đó đất nước bị chia rẽ, Saif bin Sultan II hai lần kêu gọi sự giúp đỡ từ đế quốc Ba Tư, ông lật đổ được nhân vật đồng cai trị Bal'arab bin Himyar để độc tôn quyền lực vào năm 1737.
- Bal'arab bin Himyar (tại vị:1728-1737, phục vị:1743-1749)

Năm 1737, Bal'arab bin Himyar bị mất ngôi bởi người đồng cai trị Saif bin Sultan II dưới sự hậu thuẫn từ đế quốc Ba Tư. Năm 1742, Saif bin Sultan II bị Sultan bin Murshid đảo chính và phế truất. Năm 1743, Bal'arab bin Himyar đánh bại Sultan bin Murshid để giành chính quyền về tay mình lần thứ hai.

## Bhutan
- Chooseyel Sonam Gyaltshen (tại vị:1792-1799, phục vị:1803 -1805)

Năm 1799, Druk Namgyal nổi dậy, quyền lực của Chooseyel Sonam Gyaltshen bị gián đoạn trong 4 năm. Năm 1803, Chooseyel Sonam Gyaltshen trở về ngôi vị, nhưng chỉ hai năm sau thì mất, Sangye Tendzin kế tục ngai vàng.
- Chhoki Gyaltshen (tại vị:1823-1831, phục vị:1835-1838)

Năm 1831, Namjial Dorji giành được ngai vàng vương quốc Bhutan, đến năm 1832 ngai vàng đó được chuyển giao cho Adap Thrinley. Năm 1835, Chhoki Gyaltshen chiếm lại địa vị, tuy nhiên chỉ được ba năm thì địa vị này cũng bị Dorji Norbu cướp mất.
- Tithewang Sithub (tại vị:1863-1864, phục vị:1865-1867)

Năm 1864, Tithewang Sithub bị Tsulthrim Yonten cướp mất ngôi ngôi vị, nhưng cũng trong năm đó Tsulthrim Yonten phải đào vong do Kagyud Wangchuk tiến hành chính biến. Năm 1865, ông khôi phục được ngai vàng, nhưng hai năm sau thì ngai vàng đó cũng tuột khỏi tay bởi Tsondru Pekar.
- Jigme Namgyel (tại vị:1870-1873, phục vị:1877-1878, tái phục vị:1780-1781)

Năm 1873, Jigme Namgyel bị đánh bại bởi Kitsep Dorji Namgyel, đến năm 1877 ông đã hạ bệ được đối thủ để khôi phục chính quyền. Năm 1878, Kitsep Dorji Namgyel lại lật đổ Jigme Namgyel một lần nữa, nhưng chỉ một năm sau ông ta bị Chogyal Zangpo thay thế. Năm 1780, Jigme Namgyel tiêu diệt Chogyal Zangpo, qua đó lên ngôi Dri Druk cai trị Vương quốc Bhutan lần thứ ba.
- Kitsep Dorji Namgyel (tại vị:1873-1877, phục vị:1878-1879)

Năm 1877, Jigme Namgyel quật ngã được Kitsep Dorji Namgyel phục bích, nhưng chỉ một năm sau Kitsep Dorji Namgyel nhanh chóng chiếm lại ngôi vị. Năm 1879, Chogyal Zangpo nổi lên, Kitsep Dorji Namgyel yếu thế đành chấp nhận mất ngôi lần thứ hai.

## Bahrain
- Muhammad ibn Khalifah Al Khalifah (tại vị:1834-1842, phục vị:1843-1868, tái phục vị:1869)

Năm 1842, Abdullah bin Ahmad Al Khalifa đã thành công trong cuộc bãi bỏ nền cai trị đồng nhiệm của Muhammad ibn Khalifah Al Khalifah để một mình quản lý quốc sự tại Bahrain, điều này đã chấm dứt các cuộc chiến tranh nội bộ trong việc phân chia của Khalifa cộng trị cho hai chi nhánh: Al Abdullah và Salman kéo dài suốt từ năm 1796. Năm 1843, Muhammad ibn Khalifah Al Khalifah lên ngôi lần thứ hai khi Abdullah bin Ahmad Al Khalifa tạ thế, ông trị vì đến năm 1868 thì lại bị em trai mình Ali bin Khalifa bin Salman cướp chính quyền khi rời Bahrain đến Kuwait. Người cai trị Kuwait là Abdullah al-Sabah đã can thiệp để hòa giải hai anh em, bằng viết thư cho Ali yêu cầu Ali bin Khalifa bin Salman trả lại anh trai cho quyền lực, tuy nhiên Ali bin Khalifa bin Salman không chấp nhận. Muhammad ibn Khalifah Al Khalifah đã mượn quân của Kuwait trở về tấn công Ali bin Khalifa bin Salman vào năm 1869, nhưng khi vừa giành được ngai vàng lần thứ ba thì các con trai của Abdullah bin Ahmad Al Khalifa đã quay lưng lại phản bội ông, họ tổ chức bắt giữ rồi giam cầm Muhammad ibn Khalifah Al Khalifah trong pháo đài của Abu Maher ở Bahrain cho đến chết.

## Uzbekistan-Turkmenistan

### Hãn quốc Khiva
Triều đại Arabshahid
- Abd Allah Khan II Aqim (tại vị:1770-1771, phục vị:1772–1773): Năm 1771, Abd Allah Khan II Aqim bị Abd al-Aziz Khan cướp ngôi, nhưng đầu năm sau Artuq Ghazi Khan đã lật đổ Abd al-Aziz Khan để chiếm lấy chính quyền, cho đến cuối năm 1772 thì Abd Allah Khan II Aqim đã đoạt lại ngôi vị.
- Yadigar Khan II (tại vị:1773–1775, phục vị:1779–1781, tái phục vị:1783–1790): Năm 1775, Abu al-Fa´id Khan lật đổ Yadigar Khan II, bốn năm sau Yadigar Khan II mới trở lại lần thứ hai.[275] Năm 1781, Pulad Khan tiến hành đảo chính khiến Yadigar Khan II phải lưu vong, nhưng lần này chỉ hai năm Yadigar Khan II đã quay về để lên ngôi lần thứ ba.[276]
- Abu al-Ghazi Khan V (tại vị:1802-1806, phục vị:1806): Năm 1806, Muhammad Iltazar Khan đánh đổ ngai vàng của Abu al-Ghazi Khan V, tuy Abu al-Ghazi Khan V đã phục hồi được ngay trong năm đó, nhưng chỉ được mấy tháng ông lại bị Muhammad Rahim Bahadur Khan I phế truất.[277]

## Kazakhstan-Kyrgyzstan-Tajikistan

### Hãn quốc Kokand
- Erdonabiy (tại vị:1750–1752, phục vị:1753–1764)

Năm 1752, Bobobek chiếm giữ ngai vàng Kokand từ tay người em trai Erdonabiy trong mười tháng, đến đầu năm 1753 thì Erdonabiy giành lại ngôi vị.
- Muhammad Khudayar Khan (tại vị:1845–1852, phục vị:1853–1858, tái phục vị:1862–1863, 1866–1875)

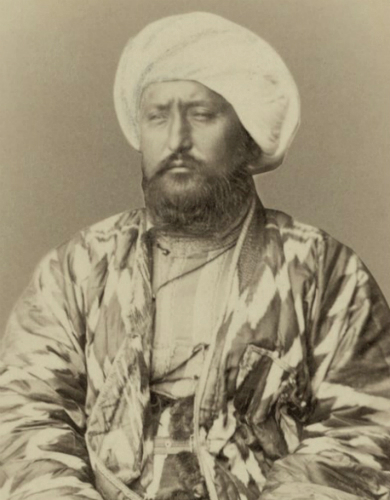
Muhammad Khudayar Khan

Năm 1852, Abdulla Beg đoạt được quyền bính từ tay Muhammad Khudayar Khan sau một cuộc tạo phản chớp nhoáng chống lại người Kipchaks, nhưng Muhammad Khudayar Khan đã kịp thời hồi phục vào năm sau, ông tự mình cai trị và nắm giữ vị trí chống Kipchaks và ủng hộ người Uzbekistan. Năm 1858, các tỉnh phía bắc nổi dậy, Muhammad Khudayar Khan cử anh trai Muhammad Malla Beg Khan của mình đến Tashkent để trấn áp cuộc phiến loạn. Thay vào việc đánh dẹp, Muhammad Malla Beg Khan lại gia nhập nghịch tặc, rồi lãnh đạo bọn chúng chinh phục Kokand và tự xưng là Khan. Muhammad Malla Beg Khan được sự hỗ trợ của Alimqul, một lãnh chúa mạnh mẽ của người Kipchaks, Muhammad Khudayar Khan thua to phải chạy trốn. Năm 1862, Muhammad Malla Beg Khan bị ám sát và cháu trai của ông ta, Shah Murad Khan lên ngôi, trở thành khan mới. Bấy giờ, người cai trị của Tashkent, Kanaat, liên minh với Muhammad Khudayar Khan tiến đánh Shah Murad khan, bao vây Tashkent. Đồng thời, Muzaffar của Tiểu vương quốc Bukhara cũng kéo quân đến Kokand, kết quả là Shah Murad Khan thất thế phải đầu hàng, cuộc bao vây của thành phố Tashkent được dỡ bỏ và Muhammad Khudayar Khan chuyển đến Kokand và tuyên bố lên ngôi lần thứ ba. Năm 1863, Alimqul nổi dậy, tuyên bố Muhammad Sultan Khan, con trai của Muhammad Malla Beg Khan là Khan của Kokand, bản thân ông ta giữa vai trò nhiếp chính, vì Muhammad Sultan Khan mới mười ba tuổi. Sau đó, Alimqul phát động một cuộc tấn công vào lực lượng của Muhammad Khudayar Khan khiến ông phải bỏ chạy lần nữa, lúc đó Muzaffar phải quay trở lại Bukhara để trấn áp một cuộc nổi loạn bắt đầu ở Shahrisabz cho nên không thể hỗ trợ được Muhammad Khudayar Khan. Alimqul đã xoay xở để đồng ý với Tiểu vương quốc Bukhara, tiến hành các cuộc tấn công đồng thời vào Kokand và Tashkent, và cuối cùng ông ta đã kiểm soát chúng. Năm 1865, quân đội Nga đã xâm nhập Tashkent, Alimqul chống lại họ đã bị giết trong một trận chiến. Tại Kokand, người Kipchaks tuyên bố lập Bil Bahchi Khan lên ngôi, nhưng chỉ hai tuần sau, Muhammad Sultan Khan đã giành lại địa vị nhờ những người trung thành. Năm 1866, Muhammad Khudayar Khan theo gót quân Nga tiến vào Kokand lên ngôi lần thứ tư mà không gặp phải sự kháng cự nào, Muhammad Sultan Khan bị buộc phải thoái vị, Hãn quốc Kokand trở thành phên dậu của đế quốc Nga năm 1868.
- Muhammad Sultan Khan (tại vị:1863–1865, phục vị:1865–1866)

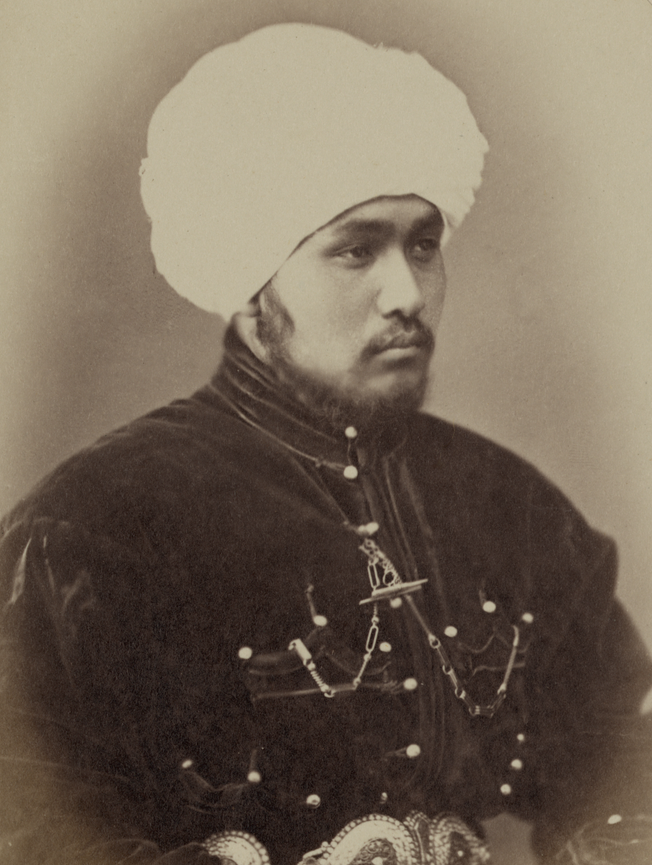
Nasruddin Khan

Năm 1865, Alimqul tử chiến, điều này đồng nghĩa với việc Muhammad Sultan Khan mất ngôi, Bil Bahchi Khan được người Kipchaks lập lên thay thế. Tuy nhiên, Muhammad Sultan Khan nhanh chóng khôi phục địa vị khi những người trung thành của ông đánh đuổi Bil Bahchi Khan, cuộc phục bích kéo dài không quá một năm nhưng cũng đủ để sử sách lưu danh muôn thuở.
- Nasruddin Khan (tại vị:1875, phục vị:1875–1876)

Năm 1875, sau cuộc nổi dậy ở thung lũng Ferghana vào ngày 22 tháng 7, Muhammad Khudayar Khan trốn đến Tashkent, con trai là Nasruddin Khan lên cầm quyền. Thế nhưng lực lượng phiến quân do Iskhak Khasan-ulu lãnh đạo đã đánh chiếm Kokand khiến Nasruddin Khan phải bỏ chạy, ít lâu sau đế quốc Nga phái binh hùng tướng mạnh đến đàn áp bắt sống Iskhak Khasan-ulu, Nasruddin Khan nhờ đó trở lại Kokand đăng cơ lần hai. Năm 1876, Iskhak Khasan-ulu bị tuyên án treo cổ, Nasruddin Khan cũng phải từ nhiệm, Hãn quốc Kokand bị bãi bỏ vào ngày 19 tháng 2 và khu vực này sáp nhập vào Ferghana Oblast, chính thức nằm trong bản đồ đế quốc Nga.

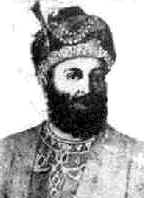
Mahmud Shah Durrani

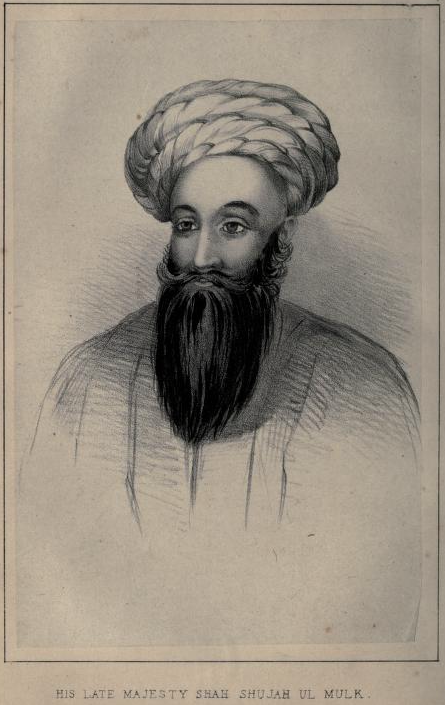
Shuja Shah Durrani

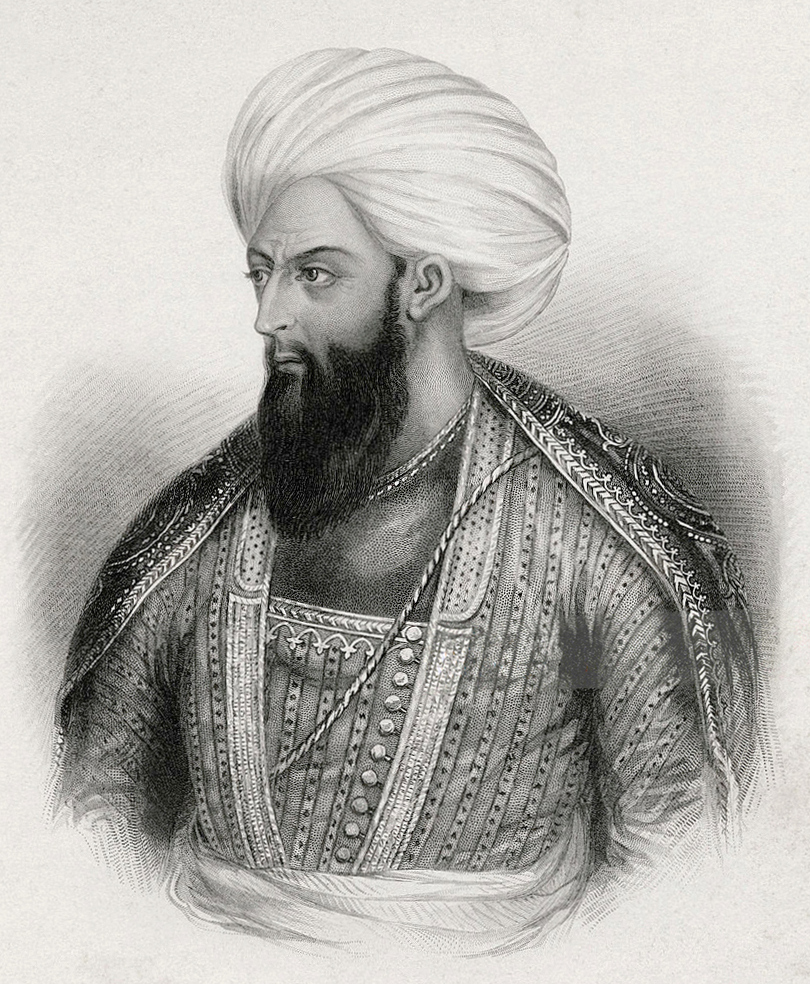
Dost Mohammad Khan

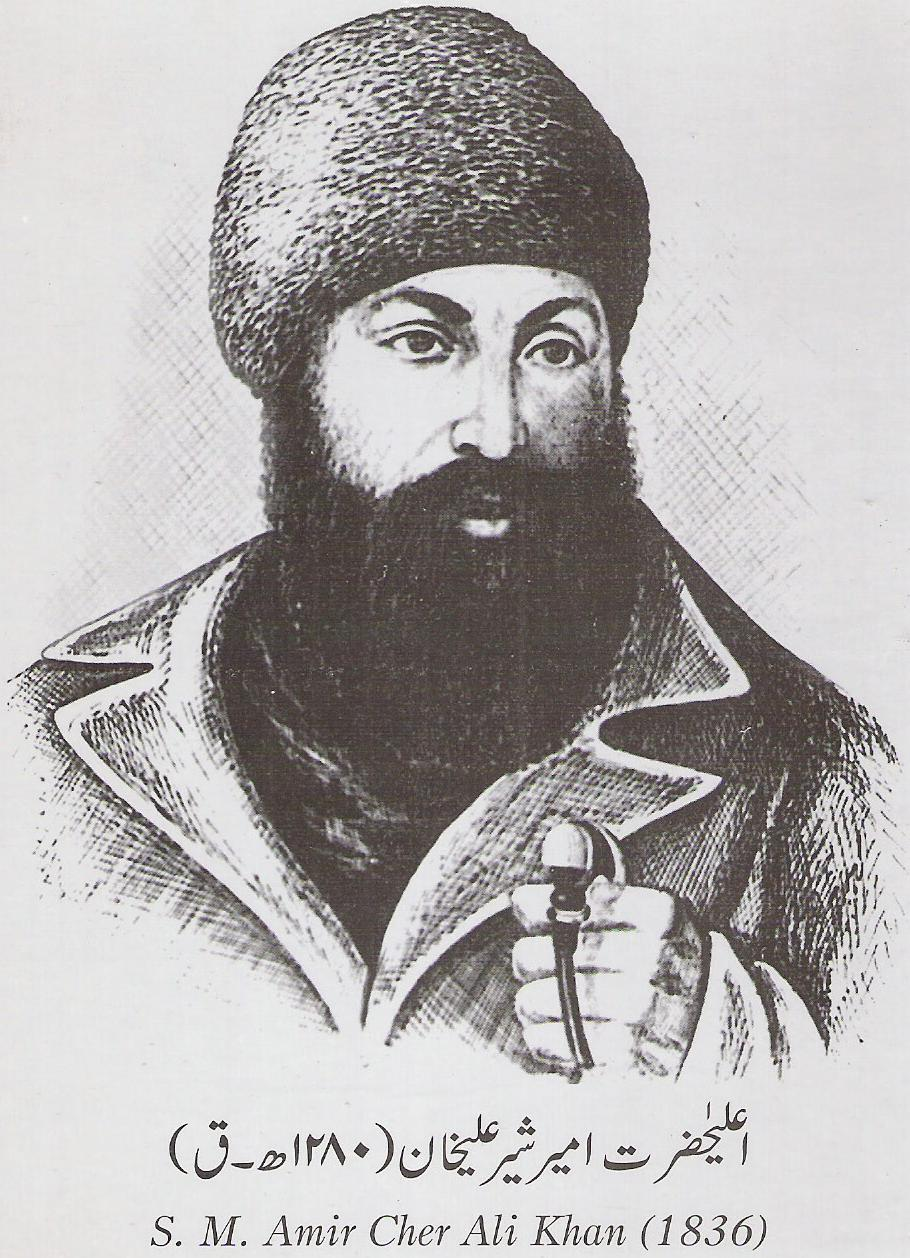
Sher Ali Khan

## Afghanistan

### Đế quốc Durrani
- Mahmud Shah Durrani (tại vị:1801-1803, phục vị:1809-1818)

Năm 1803, Mahmud Shah Durrani bị phế truất bởi Shuja Shah Durrani. Năm 1809, ông đã đánh bại Shah Shujah Durrani để lên ngôi một lần nữa. Anh trai của Dost Mohammad Khan, người đứng đầu Barakzai là Amir Fateh Khan, đã đóng một vai trò quan trọng trong việc nâng Mahmud Shah Durrani lên chủ quyền của Afghanistan vào năm 1801 và khôi phục lại ngai vàng vào năm 1809.
- Shuja Shah Durrani (tại vị:1803-1809, phục vị:1839-1842)

Năm 1809, Shah Shujah Durrani mất ngôi bởi người tiền nhiệm Mahmud Shah Durrani và bị lưu đày ở The Punjab, nơi ông bị Jahandad Khan Bamizai bắt và giam cầm tại Attock năm 1811, sau đó ông được đưa đến Kashmir năm 1812 bởi Atta Muhammad Khan. Khi Mahmud Shah Durrani xâm chiếm Kashmir cùng với quân đội của Maharaja Ranjit Singh, ông đã lựa chọn rời đi với quân đội Sikh, ông ở lại thành phố Lahore từ năm 1813 đến 1814. Trong thời gian ở Ấn Độ, Shuja Shah Durrani đã mất viên kim cương Koh-i-Noor cho Maharaja Singh, ông ở lại với Maharaja Singh để sau này có thể đạt được thỏa thuận hỗ trợ tấn công Dost Mohammad Khan. Từ năm 1818 trở đi, Shuja Shah Durrani đã nhận được tiền trợ cấp từ công ty Đông Ấn, đầu tiên ông ở Punjab và sau đó ở Ludhiana cùng với Zaman Shah. Năm 1833, ông đã ký một thỏa thuận với Maharaja Ranjit Singh của bang Punjab, ông được phép hành quân qua bang Punjab, và đổi lại ông sẽ nhượng Peshawar cho người Sikh nếu họ có thể xoay xở để lấy nó. Năm 1838, ông đã giành được sự ủng hộ của người Anh và người Sikh Maharaja Ranjit Singh để giành quyền lực từ Dost Mohammad Khan. Bấy giờ, hầu hết mọi người ở Afghanistan gần như đã quên lãng ông, trước đây ông vốn là một người cai trị độc ác, chuyên chế mà họ cực kỳ ghét. Trong cuộc tuần hành ở Kabul, trại chính của Anh đã bị tấn công bởi một lực lượng Ghazis, bởi lý do trên, người Anh lấy cớ đem quân tấn công đánh đuổi Dost Mohammad Khan để khôi phục lại ngai vàng cho Shuja Shah Durrani vào năm 1839.

### Tiểu vương quốc Afghanistan
- Dost Mohammad Khan (tại vị:1823-1839, phục vị:1845-1863)

Năm 1839, đế quốc Anh quyết định xâm lược Afghanistan, phế truất Dost Mohammad Khan nhằm khôi phục đồng minh trung thành của mình là Shuja Shah Durrani lên ngôi lần hai. Tuy nhiên, Dost Mohammad Khan lại được lòng dân và là một nhà lãnh đạo hùng mạnh, trong khi Shuja Shah Durrani, người đã sống lưu vong gần 30 năm trước đó bị dân chúng xua đuổi hơn nữa lại kiêu ngạo. Dost Mohammad Khan chấp nhận nộp mình cho người Anh và tự nguyện đi sống lưu vong, ông bị đày đến Mussoorie. Năm 1842, con trai ông là Wazir Akbar Khan đánh chiếm Bala Hissar ở Kabul, sau đó ngồi vào vị trí tiểu vương của Afghanistan khi đã ám sát thành công Shuja Shah Durrani. Cũng năm đó, Dost Mohammad Khan được thả tự do, do quyết tâm của chính phủ Anh từ bỏ nỗ lực can thiệp vào chính trị nội bộ của Afghanistan. Khi trở về từ Ấn Độ thuộc Anh, Dost Mohammad đã được nhận chiến thắng tại Kabul, và tự mình thiết lập lại quyền lực của mình trên cơ sở vững chắc, ông giữ vai trò nhiếp chính cho con trai mình. Năm 1845, Wazir Akbar Khan đột ngột từ trần, Dost Mohammad Khan chính thức tái đăng cơ. Có thuyết khác lại cho rằng Wazir Akbar Khan đã bị ngay cha đẻ mình, Dost Mohammed Khan đầu độc, người sợ tham vọng của anh ta.
- Sher Ali Khan (tại vị:1863-1865, phục vị:1868-1879)

Năm 1865, Sher Ali Khan sau hai năm nắm quyền khi cha mình là Dost Mohammad Khan qua đời, ông bị người anh trai là Mohammad II lật đổ. Năm 1867, Mohammad II chết, em trai là Mohammad III lên ngôi. Tuy nhiên chỉ một năm sau, Mohammad III cũng chết, Sher Ali Khan được phục hồi làm người thừa kế của Afghanistan.

## Nepal
Vương quốc Nepal:

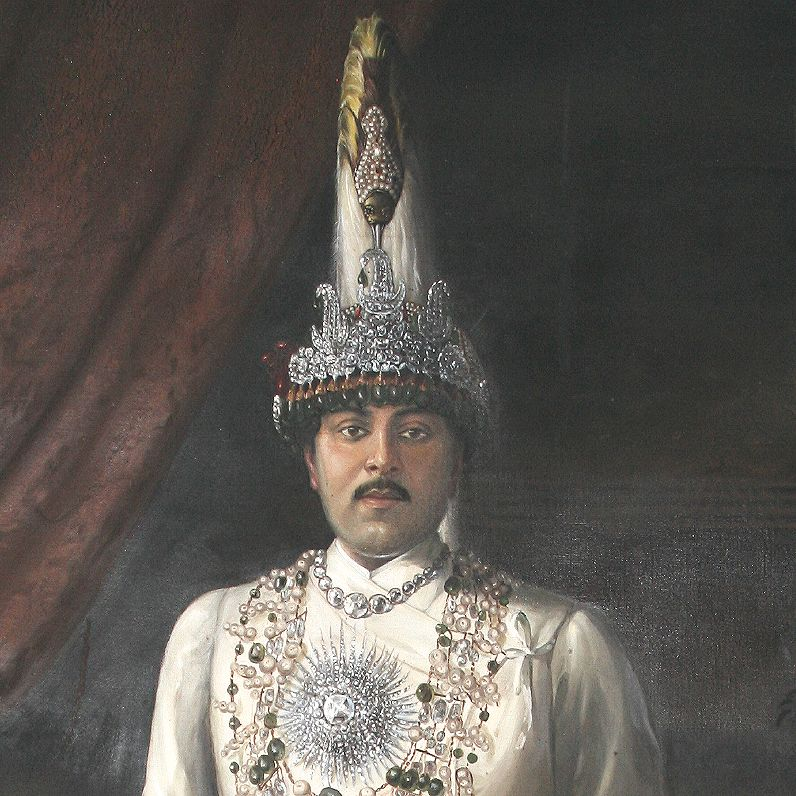
Tribhuwan Bir Bikram Shah

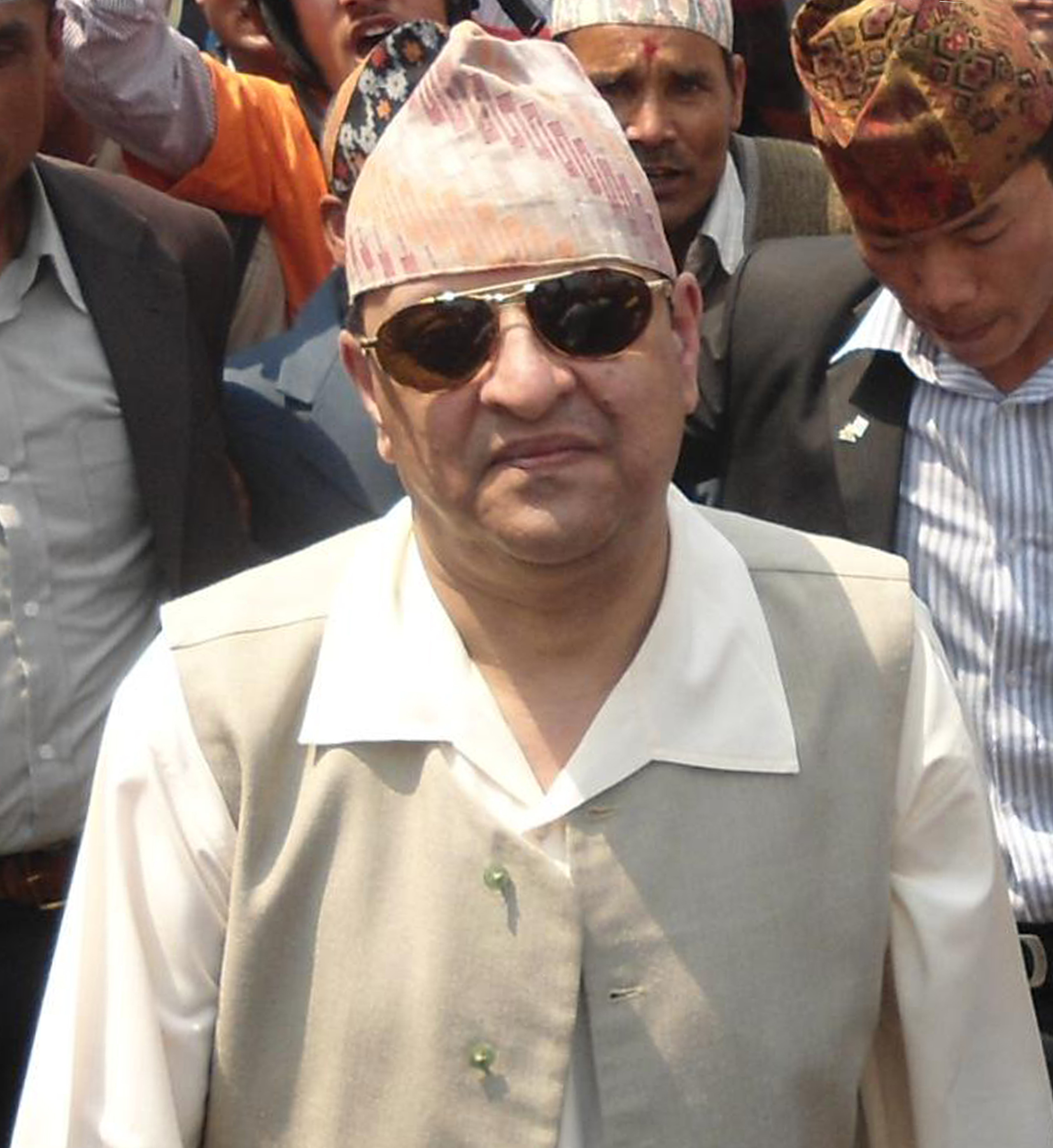
Gyanendra Bir Bikram Shah Dev

- Tribhuwan Bir Bikram Shah (tại vị:1911-1950) (phục vị:1951-1955)

Năm 1950, Tribhuvan của Nepal cùng gia đình lưu vong ngoại quốc, đã truyền ngai vàng cho cháu nội thứ hai là Gyanendra Bir Bikram Shah Dev lúc đó mới ba tuổi. Hai tháng sau, Tribhuwan Bir Bikram Shah quay trở về nước chấp chính, cuộc thay bậc đổi ngôi này không được liên hiệp quốc công nhận vì nhiều nguyên nhân lý do khác nhau.
- Gyanendra Bir Bikram Shah Dev (tại vị:7/11/1950-8/1/1951) (phục vị:2001-2008)

Năm 1950, Gyanendra Bir Bikram Shah Dev lên thay ông nội Tribhuwan Bir Bikram Shah trị vì đất nước, nhưng 2 tháng sau khi ông nội hồi hương đã phế truất cháu để phục vị. Năm 1955, Tribhuwan Bir Bikram Shah qua đời, con trai ông là Mahendra Bir Bikram Shah (cha của Gyanendra Bir Bikram Shah Dev) nối ngôi. Năm 1972, Mahendra Bir Bikram Shah qua đời, con trưởng là Birendra Bīr Bikram Shah (anh của Gyanendra Bir Bikram Shah Dev) tiếp nhiệm. Năm 2001, xảy ra vụ thảm sát hoàng gia Nepal tại một ngôi nhà nằm trong khuôn viên của Cung điện hoàng gia Narayanhity. Vụ án mạng được tường thuật lại rằng, thái tử Dipendra Bir Bikram Shah Dev đã giết 9 thành viên trong gia tộc và sau đó tự sát, những người bị chết bao gồm cả vua Birendra của Nepal và hoàng hậu Aishwarya. Thái tử Dipendra đã trở thành vua của Nepal theo luật định sau cái chết của vua cha, và ông cũng chết trong bệnh viện 3 ngày sau vụ thảm sát do hôn mê sâu không phục hồi vì vết thương ở đầu quá nặng. Theo thứ tự ưu tiên, Hoàng thân Gyanendra Bir Bikram Shah Dev được đưa lên ngai vàng làm vua lần thứ hai, người Nepal coi Quốc vương như hiện thân của thần Vishnu, vị Chúa bảo vệ của đạo Hindu, ông cũng là vị quân chủ cuối cùng của vương quốc Nepal

## Kuwait
- Jaber III Al-Ahmad Al-Jaber Al-Sabah (tại vị:1977-1990, phục vị:1991-2006)

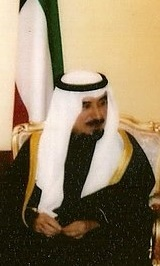
Jaber III Al-Ahmad Al-Jaber Al-Sabah

Rạng sáng ngày 2 tháng 8 năm 1990, quân đội Iraq vượt biên giới Kuwait với bộ binh và xe bọc thép, chiếm các vị trí chiến lược trên toàn bộ Kuwait, gồm cả cung điện Emir. Quân đội Kuwait nhanh chóng bị áp đảo, dù họ cũng kìm chân địch đủ thời gian cho Không quân Kuwait bay sang trốn ở Ả Rập Xê Út, trận đánh dữ dội nhất diễn ra tại Cung Emir, nơi các lực lượng bảo vệ hoàng gia chiến đấu bọc hậu cho gia đình hoàng gia tẩu thoát. Anh của Emir Jaber III Al-Ahmad Al-Jaber Al-Sabah là người chỉ huy đội quân đó, nằm trong số người thiệt mạng, còn Jaber III Al-Ahmad Al-Jaber Al-Sabah và chính phủ của mình lưu vong sang Ả Rập Xê Út, tại đây ông vẫn ra lời hiệu triệu kêu gọi nhân dân đoàn kết chống lại quân xâm lược. Sau khi lập nên chính phủ lâm thời Kuwait tự do do Alaa Hussein Ali lãnh đạo một thời gian ngắn, Tổng thống Iraq Saddam Hussein tuyên bố sáp nhập Kuwait thành tỉnh thứ 19 của nước mình. Sau đó Saddam Hussein bổ nhiệm người em họ Ali Hassan Majid làm thống đốc tỉnh mới của Iraq, gọi đó là "sự giải phóng" khỏi chế độ Emir của Kuwait. Nguyên nhân dẫn tới cuộc chiếm đóng trên, Iraq cho rằng Kuwait đã "khoan nghiêng" giếng dầu của họ vào biên giới Iraq, hậu quả là Iraq ngay lập tức bị Liên Hợp Quốc áp đặt trừng phạt kinh tế. Sau nhiều lần đàm phán hoà bình bế tắc, Chiến dịch Bão táp Sa mạc được triển khai khởi xướng bởi liên minh gần 30 quốc gia do Hoa Kỳ lãnh đạo và Liên Hợp Quốc phê chuẩn để giải phóng Kuwait. Những hành động quân sự bắt đầu từ tháng 1 năm 1991, dẫn tới 1 thắng lợi hoàn toàn của các lực lượng đồng minh, buộc quân đội Iraq phải rút khỏi Kuwait với tổn thất nhân mạng ở mức tối thiểu cho lực lượng đồng minh, Jaber III Al-Ahmad Al-Jaber Al-Sabah theo gót liên quân hồi hương phục bích.